# چمپیونشیپ ۲۰–۲۰۱۹
چمپیونشیپ ۲۰–۲۰۱۹ که به دلایل حامی مالی آن به عنوان اسکای بت چمپیونشیپ نامگذاری شده‌است شانزدهمین دوره از مسابقات چمپیونشیپ تحت عنوان فعلی و بیست و هشتمین فصل تحت قالب دسته‌بندی لیگ فعلی است. لیدز یونایتد با کسب عنوان قهرمانی و به دنبال آن وست برومویچ با قرار گرفتن در جایگاه دوم، به طور مستقیم راهی دسته برتر فوتبال انگلستان شدند. در فینال بازی‌های پلی آف، فولام توانست با پیروزی ۲ بر ۱ مقابل برنتفورد، آخرین سهمیه حضور در لیگ برتر را به خود اختصاص دهد.

## اثرات شیوعکووید-۱۹بر رقابت‌های این فصل
در پی تصمیمی که در ۱۳ مارس ۲۰۲۰ مبنی بر توقف لیگ پس از بیماری تعدادی از بازیکنان و سایر کارکنان باشگاه‌ها به دلیل شیوع ویروس کرونا گرفته شد این فصل به حال تعلیق درآمد. تعلیق اولیه تا ۴ آوریل ادامه داشت که پس از آن تا ۳۰ آوریل تمدید شد. در ۱۳ ماه مه، پس از جلسه ای که باشگاه‌ها داشتند تصمیم بر آن شد تا با یک برنامه ریزی برای بازگشت بازیکنان به تمرینات در ۲۵ مه، فصل ادامه پیدا کند.
در ماه مه، ۱۰۱۴ آزمایش در سراسر لیگ فوتبال انگلیس انجام شد و بودجه آن را باشگاه‌ها تأمین کردند. نتیجه آزمایش برای دو نفر از بازیکنان هال سیتی مثبت شد. سپس در ماه مه، نمونه آزمایش الیوت بنت از بلکبرن روورز و همچنین دو بازیکن از فولام که نامشان فاش نشد مثبت اعلام شد. در آزمایش‌های بعدی، تست جیدن استاکلی از پرستون نورث اند و دو بازیکن دیگر از کاردیف سیتی و میدلزبورو که نام آنها اعلام نشد مثبت شد. در تاریخ ۳۱ مه، EFL اعلام کرد که برنامه‌های خود را برای شروع مجدد لیگ در ۲۰ ژوئن اعلام کرده‌است و بازی فینال مرحله پلی آف با رعایت شرایط ایمنی و تأیید دولت در حدود ۳۰ ژوئیه برگزار می‌شود.
در ۷ ژوئن، در آخرین دور از آزمایش‌ها، دو باشگاه از دسته چمپیونشیپ گزارش دادند که نتیجه آزمایش یک بازیکن از هر کدام از آنها مثبت شده‌است. در مجموع ۱٬۱۷۹ نفر در مدت چهار روز مورد آزمایش قرار گرفتند و کسانی که نتیجه مثبت داشتند، طبق دستورالعمل‌های EFL در قرنطینه قرار می‌گرفتند. در ۸ ژوئن، برنامه اولین هفته از ادامه لیگ اعلام شد. اولین هفته از مسابقات پس از شروع مجدد لیگ برای ۲۰ ژوئن برنامه ریزی و با رقابت فولام در برابر برنتفورد در ساعت ۱۲:۳۰ بعد از ظهر آغاز شد. در مرحله بعدی از آزمایش‌ها در ۸ ژوئن، نمونه آزمایش سرمربی استوک سیتی؛ مایکل اونیل که در پنج مورد قبلی منفی بود، مثبت اعلام شد. بازی تمرینی که قرار بود بین دو تیم استوک و منچستر یونایتد برگزار شود در حالی که بازیکنان استوک در زمین تمرینی منچستر یونایتد واقع در کارینگتون حاضر بودند، لغو شد.

## اطلاعات تیم‌ها

### تغییرات تیم‌ها
| رتبه | لیگ برتر      |
| ---- | ------------- |
| ۱.   | نوریچ سیتی    |
| ۲.   | شفیلد یونایتد |
| ۳.   | استون ویلا    |

| رتبه | چمپیونشیپ      |
| ---- | -------------- |
| ۱۸.  | کاردیف سیتی    |
| ۱۹.  | فولام          |
| ۲۰.  | هادرزفیلد تاون |

| رتبه | چمپیونشیپ      |
| ---- | -------------- |
| ۱.   | لوتون تاون     |
| ۲.   | بارنزلی        |
| ۳.   | چارلتون اتلتیک |

| رتبه | لیگ یک          |
| ---- | --------------- |
| ۲۲.  | روترهام یونایتد |
| ۲۳.  | بولتون واندررز  |
| ۲۴.  | ایپسویچ تاون    |

### ورزشگاه و موقعیت تیم‌ها
| تیم | موقعیت               | ورزشگاه                 | ظرفیت  |
| --- | -------------------- | ----------------------- | ------ |
| بارنزلی | بارنزلی              | اوکول                   | ۲۳٬۲۸۷ |
| بیرمنگام سیتی | بیرمنگام             | ورزشگاه سنت اندروز      | ۲۹٬۴۰۹ |
| بلکبرن روورز | بلکبرن               | ورزشگاه ایوود پارک      | ۳۱٬۳۶۷ |
| برنتفورد | لندن (برنتفورد)      | ورزشگاه گریفین پارک     | ۱۲٬۳۰۰ |
| بریستول سیتی | بریستول              | ورزشگاه اشتون گیت       | ۲۷٬۰۰۰ |
| کاردیف سیتی | کاردیف               | ورزشگاه کاردیف سیتی     | ۳۳٬۳۱۶ |
| چارلتون اتلتیک | لندن (چارلتون)       | ورزشگاه ولی             | ۲۷٬۱۱۱ |
| دربی کانتی | داربی                | ورزشگاه پراید پارک      | ۳۳٬۶۰۰ |
| فولام | لندن (فولام)         | ورزشگاه کریون کاتج[الف] | ۱۹٬۰۰۰ |
| هادرزفیلد تاون | هادرزفیلد            | ورزشگاه کرکلیس          | ۲۴٬۵۰۰ |
| هال سیتی | کینگستون آپون هال    | ورزشگاه KCOM            | ۲۵٬۴۰۰ |
| لیدز یونایتد | لیدز                 | ورزشگاه الاند رود       | ۳۷٬۸۹۰ |
| لوتون تاون | لوتون                | ورزشگاه کنیلورث رود     | ۱۰٬۳۳۶ |
| میدلزبرو | میدلزبورو            | ورزشگاه ریورساید        | ۳۴٬۰۰۰ |
| میلوال | لندن (برمونزی جنوبی) | ورزشگاه دن              | ۲۰٬۱۴۶ |
| ناتینگهام فارست | وست بریجفورد         | ورزشگاه سیتی گراند      | ۳۰٬۴۴۵ |
| پرستون نورث اند | پرستون               | ورزشگاه دیپدایل         | ۲۳٬۴۰۸ |
| کویینز پارک رنجرز | لندن (وایت سیتی)     | ورزشگاه بنیاد پرنس کیان | ۱۸٬۴۳۹ |
| ردینگ | ردینگ                | ورزشگاه مدیسکی          | ۲۴٬۱۶۱ |
| شفیلد ونزدی | شفیلد                | ورزشگاه هیلزبورو        | ۳۹٬۷۵۲ |
| استوک سیتی | استوک-آن-ترنت        | ورزشگاه بت۳۶۵           | ۳۰٬۰۸۹ |
| سوانزی سیتی | سوانزی               | ورزشگاه لیبرتی          | ۲۱٬۰۸۸ |
| وست برومویچ آلبیون | وست برومویچ          | ورزشگاه هاوتورنز        | ۲۶٬۸۵۰ |
| ویگان اتلتیک | ویگان                | ورزشگاه دی‌دابلیو        | ۲۵٬۱۳۳ |
| ^ الف: به دنبال توسعه جایگاه ریورساید، ظرفیت ورزشگاه کریون کاتج برای دو فصل ۲۰–۲۰۱۹ و ۲۱–۲۰۲۰ از ۲۵٬۷۰۰ به ۱۹٬۰۰۰ صندلی کاهش پیدا می‌کند. در نتیجه این توسعه، ظرفیت کلی ورزشگاه به ۲۹٬۶۰۰ نفر افزایش می‌یابد. |                      |                         |        |

### پرسنل و حامی مالی تیم‌ها
| تیم | سرمربی         | کاپیتان          | تولیدکننده لباس | حامی مالی                                                                              |
| --- | -------------- | ---------------- | --------------- | -------------------------------------------------------------------------------------- |
| بارنزلی | گرهارد استروبر | مایک-استیون باهر | پوما            | C.K. Beckett                                                                           |
| بیرمنگام سیتی | آیتور کارانکا  | هارلی دین        | آدیداس          | BoyleSports                                                                            |
| بلکبرن روورز | تونی مووبرای   | الیوت بنت        | آمبرو           | 10Bet                                                                                  |
| برنتفورد | توماس فرانک    | پونتوس یانسون    | آمبرو           | EcoWorld                                                                               |
| بریستول سیتی | دین هولدن      | TBA [ب]          | بریستول اسپورت  | Dunder                                                                                 |
| کاردیف سیتی | نیل هریس       | شان موریسون      | آدیداس          | Tourism Malaysia                                                                       |
| چارلتون اتلتیک | لی بویر        | کریس سولی        | هومل            | Children with Cancer UK                                                                |
| دربی کانتی | فیلیپ کوکو     | وین رونی[پ]      | آمبرو           | 32Red                                                                                  |
| فولام | اسکات پارکر    | تام کایرنی       | آدیداس          | Dafabet                                                                                |
| هادرزفیلد تاون | کارلوس کوربران | کریستوفر شیندلر  | آمبرو           | Paddy Power (بدون برند)[ت]                                                             |
| هال سیتی | گرنت مک‌کان     | اریک لیکاژ       | آمبرو           | SportPesa                                                                              |
| لیدز یونایتد | مارچلو بیلسا   | لیام کوپر        | کاپا            | 32Red                                                                                  |
| لوتون تاون | نیثن جونز      | سانی بردلی       | پوما            | Indigo Residential (بازی در خانه)، Star Platforms (خارج از خانه)، Ryebridge (لباس سوم) |
| میدلزبورو | نیل وارناک     | جورج فرند        | هومل            | 32Red                                                                                  |
| میلوال | گری رووت       | الکس پیرس        | ماکرون          | Huski Chocolate                                                                        |
| ناتینگهام فارست | صبری لاموشی    | مایکل داوسون     | ماکرون          | Football Index                                                                         |
| پرستون نورث اند | الکس نیل       | تام کلارک        | نایکی           | 32Red                                                                                  |
| کویینز پارک رنجرز | مارک واربرتون  | گرنت هال         | اره‌آ            | Bet UK[ث]                                                                              |
| ردینگ | مارک باون      | لیام مور         | ماکرون          | Casumo                                                                                 |
| شفیلد ونزدی | گری مانک       | تام لیز          | Elev8           | Chansiri                                                                               |
| استوک سیتی | مایکل اونیل    | رایان شاوکراس    | ماکرون          | bet365                                                                                 |
| سوانزی سیتی | استیو کوپر     | مت گریمز         | جوما            | YOBET Swansea University (پشت لباس و لباس تمرین)                                       |
| وست برومویچ آلبیون | اسلاون بیلیچ   | کریس برانت       | پوما            | Ideal Boilers                                                                          |
| ویگان اتلتیک | پول کوک        | سام مرسی         | پوما            | KB88                                                                                   |
| ^ ب: کاپیتان بریستول سیتی در نیم فصل اول بیلی رایت بود، اما او در ۲۱ ژانویه این تیم را ترک کرد و به صورت قرضی به ساندرلند پیوست. جاش برونهیل، کاپیتان دوم تیم، بین ۲۱ تا ۳۰ ژانویه تا زمان انتقالش به برنلی کاپیتان اصلی بود و تا ۳۰ ژانویه هیچ جایگزینی مشخص نشده‌است. ^ پ: کاپیتان دربی کانتی ریچارد کیو بود تا اینکه قراردادش در ۳۰ اکتبر ۲۰۱۹ فسخ شد. و از ۳۰ اکتبر تا ۱ ژانویه ۲۰۲۰ کورتیز دیویس به عنوان کاپیتان انتخاب شد. ^ ت: آرم Paddy Power بر روی پیراهن هادرزفیلد تاون به عنوان بخشی از کمپین «Save Our Shirt» (پیراهن ما را نجات دهید) نشان داده نشد. ^ ث: اسپانسر پیراهن کویینز پارک رنجرز Royal Panda بود تا آنکه در ۲۹ ژانویه ۲۰۲۰ تصمیم به ترک بازار انگلستان گرفتند. |                |                  |                 |                                                                                        |

### تغییرات سرمربیان
| تیم                                                                                   | مربی خروجی       | علت خروج                              | تاریخ خروج     | رتبه در جدول | مربی ورودی     | تاریخ انتصاب   |
| ------------------------------------------------------------------------------------- | ---------------- | ------------------------------------- | -------------- | ------------ | -------------- | -------------- |
| لوتون تاون                                                                            | میک هارفورد      | پایان دوره موقت                       | ۴ مه ۲۰۱۹      | پیش-فصل      | گرایم جونز     | ۷ مه ۲۰۱۹      |
| کویینز پارک رنجرز                                                                     | جان یوستس        | پایان دوره موقت                       | ۵ مه ۲۰۱۹      | پیش-فصل      | مارک واربورتن  | ۸ مه ۲۰۱۹      |
| وست برومویچ آلبیون                                                                    | جیمز شان         | پایان دوره موقت                       | ۱۴ مه ۲۰۱۹     | پیش-فصل      | اسلاون بیلیچ   | ۱۳ ژوئن ۲۰۱۹   |
| میدلزبورو                                                                             | تونی پولیس       | پایان قرارداد                         | ۱۷ مه ۲۰۱۹     | پیش-فصل      | جاناتان وودگیت | ۱۴ ژوئن ۲۰۱۹   |
| سوانزی سیتی                                                                           | گراهام پاتر      | عقد قرارداد با برایتون اند هوو آلبیون | ۲۰ مه ۲۰۱۹     | پیش-فصل      | استیو کوپر     | ۱۳ ژوئن ۲۰۱۹   |
| هال سیتی                                                                              | نایجل ادکینز     | پایان قرارداد                         | ۸ ژوئن ۲۰۱۹    | پیش-فصل      | گرنت مک‌کان     | ۲۱ ژوئن ۲۰۱۹   |
| بیرمنگام سیتی                                                                         | گری مانک         | اخراج                                 | ۱۸ ژوئن ۲۰۱۹   | پیش-فصل      | پپ کلوتت[ج]    | ۴ دسامبر ۲۰۱۹  |
| ناتینگهام فارست                                                                       | مارتین اونیل     | اخراج                                 | ۲۸ ژوئن ۲۰۱۹   | پیش-فصل      | صبری لاموشی    | ۲۸ ژوئن ۲۰۱۹   |
| دربی کانتی                                                                            | فرانک لمپارد     | عقد قرارداد با چلسی                   | ۴ ژوئیه ۲۰۱۹   | پیش-فصل      | فیلیپ کوکو     | ۵ ژوئیه ۲۰۱۹   |
| شفیلد ونزدی                                                                           | استیو بروس       | استعفا داد                            | ۱۵ ژوئیه ۲۰۱۹  | پیش-فصل      | گری مانک       | ۶ سپتامبر ۲۰۱۹ |
| هادرزفیلد تاون                                                                        | یان زیورت        | اخراج                                 | ۱۶ اوت ۲۰۱۹    | ۲۰ام         | دنی کاولی      | ۹ سپتامبر ۲۰۱۹ |
| میلوال                                                                                | نیل هریس         | استعفا داد                            | ۳ اکتبر ۲۰۱۹   | ۱۸ام         | گری رووت       | ۲۱ اکتبر ۲۰۱۹  |
| بارنزلی                                                                               | دانیل استندل     | اخراج                                 | ۸ اکتبر ۲۰۱۹   | ۲۳ام         | گرهارد استروبر | ۲۰ اکتبر ۲۰۱۹  |
| ردینگ                                                                                 | ژوزه مانوئل گومز | اخراج                                 | ۹ اکتبر ۲۰۱۹   | 22nd         | مارک باون      | ۱۴ اکتبر ۲۰۱۹  |
| ستوک سیتی                                                                             | نیثن جونز        | اخراج                                 | ۱ نوامبر ۲۰۱۹  | ۲۴ام         | مایکل اونیل    | ۸ نوامبر ۲۰۱۹  |
| کاردیف سیتی                                                                           | نیل وارناک       | توافق طرفین                           | ۱۱ نوامبر ۲۰۱۹ | ۱۴ام         | نیل هریس       | ۱۶ نوامبر ۲۰۱۹ |
| لوتون تاون                                                                            | گرایم جونز       | توافق طرفین                           | ۲۴ آوریل ۲۰۲۰  | 23rd         | نیثن جونز      | ۲۸ مه ۲۰۲۰     |
| میدلزبورو                                                                             | جاناتان وودگیت   | اخراج                                 | ۲۳ ژوئن ۲۰۲۰   | ۲۱ام         | نیل وارناک     | ۲۳ ژوئن ۲۰۲۰   |
| بریستول سیتی                                                                          | لی جانسون        | اخراج                                 | ۴ ژوئیه ۲۰۲۰   | ۱۲ام         | دین هولدن      | ۱۰ اوت ۲۰۲۰    |
| بیرمنگام سیتی                                                                         | پپ کلوتت         | توافق طرفین                           | ۸ ژوئیه ۲۰۲۰   | ۱۷ام         | آیتور کارانکا  | ۳۱ ژوئیه ۲۰۲۰  |
| هادرزفیلد تاون                                                                        | دنی کولی         | اخراج                                 | ۱۹ ژوئیه ۲۰۲۰  | ۱۸ام         | کارلوس کوربران | ۲۳ ژوئیه ۲۰۲۰  |
| ^ ج: کلوت قبل از اینکه در ۴ دسامبر ۲۰۱۹ مربی دائم شود، در ابتدا به طور موقت منصوب شد. |                  |                                       |                |              |                |                |

## جدول لیگ و نتایج

### جدول لیگ
| رتبه | تیم                | بازی | برد | تساوی | باخت | گل‌ز | گل‌خ | ت‌گل | امتیاز | صعود یا سقوط                    | توضیحات |
| --- | ------------------ | ---- | --- | ----- | ---- | --- | --- | --- | ------ | ------------------------------- | --- |
| ۱. | لیدز یونایتد       | ۴۶   | ۲۸  | ۹     | ۹    | ۷۷  | ۳۵  | ۴۲+ | ۹۳     | صعود به لیگ برتر                | قوانین جدول رده‌بندی: ۱: متیازها ۲: تفاضل گل ۳: گل‌های زده ۴: نتایج بازی‌های رو در رو ۵: تعداد برد ۶: گل‌های زده در بازی‌های خارج از خانه ۷: امتیازات منفی(بند ۹.۵) ۸: ۱۲ امتیاز منفی مجازات اخراج |
| ۲. | وست برومویچ آلبیون | ۴۶   | ۲۲  | ۱۷    | ۷    | ۷۷  | ۴۵  | ۳۲+ | ۸۳     | صعود به لیگ برتر                | قوانین جدول رده‌بندی: ۱: متیازها ۲: تفاضل گل ۳: گل‌های زده ۴: نتایج بازی‌های رو در رو ۵: تعداد برد ۶: گل‌های زده در بازی‌های خارج از خانه ۷: امتیازات منفی(بند ۹.۵) ۸: ۱۲ امتیاز منفی مجازات اخراج |
| ۳. | برنتفورد           | ۴۶   | ۲۴  | ۹     | ۱۳   | ۸۰  | ۳۸  | ۴۲+ | ۸۱     | حضور در بازی‌های پلی‌آف چمپیونشیپ | قوانین جدول رده‌بندی: ۱: متیازها ۲: تفاضل گل ۳: گل‌های زده ۴: نتایج بازی‌های رو در رو ۵: تعداد برد ۶: گل‌های زده در بازی‌های خارج از خانه ۷: امتیازات منفی(بند ۹.۵) ۸: ۱۲ امتیاز منفی مجازات اخراج |
| ۴. | فولام[چ]           | ۴۶   | ۲۳  | ۱۲    | ۱۱   | ۶۴  | ۴۸  | ۱۶+ | ۸۱     | حضور در بازی‌های پلی‌آف چمپیونشیپ | قوانین جدول رده‌بندی: ۱: متیازها ۲: تفاضل گل ۳: گل‌های زده ۴: نتایج بازی‌های رو در رو ۵: تعداد برد ۶: گل‌های زده در بازی‌های خارج از خانه ۷: امتیازات منفی(بند ۹.۵) ۸: ۱۲ امتیاز منفی مجازات اخراج |
| ۵. | کاردیف سیتی        | ۴۶   | ۱۹  | ۱۶    | ۱۱   | ۶۸  | ۵۸  | ۱۰+ | ۷۳     | حضور در بازی‌های پلی‌آف چمپیونشیپ | قوانین جدول رده‌بندی: ۱: متیازها ۲: تفاضل گل ۳: گل‌های زده ۴: نتایج بازی‌های رو در رو ۵: تعداد برد ۶: گل‌های زده در بازی‌های خارج از خانه ۷: امتیازات منفی(بند ۹.۵) ۸: ۱۲ امتیاز منفی مجازات اخراج |
| ۶. | سوانزی سیتی        | ۴۶   | ۱۸  | ۱۶    | ۱۲   | ۶۲  | ۵۳  | ۹+  | ۷۰     | حضور در بازی‌های پلی‌آف چمپیونشیپ | قوانین جدول رده‌بندی: ۱: متیازها ۲: تفاضل گل ۳: گل‌های زده ۴: نتایج بازی‌های رو در رو ۵: تعداد برد ۶: گل‌های زده در بازی‌های خارج از خانه ۷: امتیازات منفی(بند ۹.۵) ۸: ۱۲ امتیاز منفی مجازات اخراج |
| ۷. | ناتینگهام فارست    | ۴۶   | ۱۸  | ۱۶    | ۱۲   | ۵۸  | ۵۰  | ۸+  | ۷۰     |                                 | قوانین جدول رده‌بندی: ۱: متیازها ۲: تفاضل گل ۳: گل‌های زده ۴: نتایج بازی‌های رو در رو ۵: تعداد برد ۶: گل‌های زده در بازی‌های خارج از خانه ۷: امتیازات منفی(بند ۹.۵) ۸: ۱۲ امتیاز منفی مجازات اخراج |
| ۸. | میلوال             | ۴۶   | ۱۷  | ۱۷    | ۱۲   | ۵۷  | ۵۱  | ۶+  | ۶۸     |                                 | قوانین جدول رده‌بندی: ۱: متیازها ۲: تفاضل گل ۳: گل‌های زده ۴: نتایج بازی‌های رو در رو ۵: تعداد برد ۶: گل‌های زده در بازی‌های خارج از خانه ۷: امتیازات منفی(بند ۹.۵) ۸: ۱۲ امتیاز منفی مجازات اخراج |
| ۹. | پرستون نورث اند    | ۴۶   | ۱۸  | ۱۲    | ۱۶   | ۵۹  | ۵۴  | ۵+  | ۶۶     |                                 | |
| ۱۰. | دربی کانتی         | ۴۶   | ۱۷  | ۱۳    | ۱۶   | ۶۲  | ۶۴  | ۲-  | ۶۴     |                                 | |
| ۱۱. | بلکبرن             | ۴۶   | ۱۷  | ۱۲    | ۱۷   | ۶۶  | ۶۳  | ۳+  | ۶۳     |                                 | |
| ۱۲. | بریستول سیتی       | ۴۶   | ۱۷  | ۱۲    | ۱۷   | ۶۰  | ۶۵  | ۵-  | ۶۳     |                                 | |
| ۱۳. | کویینز پارک رنجرز  | ۴۶   | ۱۶  | ۱۰    | ۲۰   | ۶۷  | ۷۶  | ۹-  | ۵۸     |                                 | |
| ۱۴. | ردینگ              | ۴۶   | ۱۵  | ۱۱    | ۲۰   | ۵۹  | ۵۸  | ۱+  | ۵۶     |                                 | |
| ۱۵. | استوک سیتی         | ۴۶   | ۱۶  | ۸     | ۲۲   | ۶۲  | ۶۸  | ۶-  | ۵۶     |                                 | |
| ۱۶. | شفیلد ونزدی        | ۴۶   | ۱۵  | ۱۱    | ۲۰   | ۵۸  | ۶۶  | ۸-  | ۵۶     |                                 | |
| ۱۷. | میدلزبورو          | ۴۶   | ۱۳  | ۱۴    | ۱۹   | ۴۸  | ۶۱  | ۱۳- | ۵۳     |                                 | |
| ۱۸. | هادرزفیلد تاون     | ۴۶   | ۱۳  | ۱۲    | ۲۱   | ۵۲  | ۷۰  | ۱۸- | ۵۱     |                                 | |
| ۱۹. | لوتون تاون         | ۴۶   | ۱۴  | ۹     | ۲۳   | ۵۴  | ۸۲  | ۲۸- | ۵۱     |                                 | |
| ۲۰. | بیرمنگام سیتی      | ۴۶   | ۱۲  | ۱۴    | ۲۰   | ۵۴  | ۷۵  | ۲۱- | ۵۰     |                                 | |
| ۲۱. | بارنزلی            | ۴۶   | ۱۲  | ۱۳    | ۲۱   | ۴۹  | ۶۹  | ۲۰- | ۴۹     |                                 | |
| ۲۲. | چارلتون اتلتیک     | ۴۶   | ۱۲  | ۱۲    | ۲۲   | ۵۰  | ۶۵  | ۱۵- | ۴۸     | سقوط به لیگ یک                  | |
| ۲۳. | ویگان اتلتیک (۱۲-) | ۴۶   | ۱۵  | ۱۴    | ۱۷   | ۵۷  | ۵۶  | ۱+  | ۴۷[ح]  | سقوط به لیگ یک                  | |
| ۲۴. | هال سیتی           | ۴۶   | ۱۲  | ۹     | ۲۵   | ۵۷  | ۸۷  | ۳۰- | ۴۵     | سقوط به لیگ یک                  | |
| منبع:وبگاه رسمی EFL |                    |      |     |       |      |     |     |     |        |                                 | |
| ^ چ: فولام با پیروزی در فینال بازی‌های پلی‌آف چمپیونشیپ مقابل برنتفورد به عنوان سومین تیم راهی فصل ۲۱–۲۰۲۰ لیگ برتر شد. ^ ح: ۱۲ امتیاز از ویگان کسر شده‌است. |                    |      |     |       |      |     |     |     |        |                                 | |

### جایگاه در جدول براساس هفته
| تیم        | ۱  | ۲  | ۳  | ۴  | ۵  | ۶  | ۷  | ۸  | ۹  | ۱۰ | ۱۱ | ۱۲ | ۱۳ | ۱۴ | ۱۵ | ۱۶ | ۱۷ | ۱۸ | ۱۹ | ۲۰ | ۲۱ | ۲۲ | ۲۳ | ۲۴ | ۲۵ | ۲۶ | ۲۷ | ۲۸ | ۲۹ | ۳۰ | ۳۱ | ۳۲ | ۳۳ | ۳۴ | ۳۵ | ۳۶ | ۳۷ | ۳۸ | ۳۹ | ۴۰ | ۴۱ | ۴۲ | ۴۳ | ۴۴ | ۴۵ | ۴۶ |
| تیم        |    |    |    |    |    |    |    |    |    |    |    |    |    |    |    |    |    |    |    |    |    |    |    |    |    |    |    |    |    |    |    |    |    |    |    |    |    |    |    |    |    |    |    |    |    |    |
| ---------- | -- | -- | -- | -- | -- | -- | -- | -- | -- | -- | -- | -- | -- | -- | -- | -- | -- | -- | -- | -- | -- | -- | -- | -- | -- | -- | -- | -- | -- | -- | -- | -- | -- | -- | -- | -- | -- | -- | -- | -- | -- | -- | -- | -- | -- | -- |
| لیدز       | ۱  | ۳  | ۱  | ۱  | ۱  | ۳  | ۱  | ۱  | ۳  | ۲  | ۵  | ۲  | ۲  | ۳  | ۳  | ۳  | ۲  | ۲  | ۲  | ۲  | ۱  | ۲  | ۲  | ۲  | ۱  | ۱  | ۲  | ۲  | ۱  | ۲  | ۲  | ۲  | ۲  | ۲  | ۲  | ۲  | ۱  | ۲  | ۱  | ۱  | ۱  | ۱  | ۱  | ۱  | ۱  | ۱  |
| وست‌برومویچ | ۸  | ۵  | ۳  | ۶  | ۸  | ۴  | ۶  | ۴  | ۱  | ۴  | ۱  | ۱  | ۱  | ۱  | ۱  | ۱  | ۱  | ۱  | ۱  | ۱  | ۲  | ۱  | ۱  | ۱  | ۲  | ۲  | ۱  | ۱  | ۲  | ۱  | ۱  | ۱  | ۱  | ۱  | ۱  | ۱  | ۲  | ۱  | ۲  | ۲  | ۲  | ۲  | ۲  | ۲  | ۲  | ۲  |
| برنتفورد   | ۲۰ | ۱۴ | ۱۲ | ۱۸ | ۱۸ | ۱۳ | ۱۶ | ۱۶ | ۱۳ | ۱۴ | ۱۶ | ۱۱ | ۱۲ | ۱۲ | ۱۳ | ۹  | ۸  | ۸  | ۷  | ۹  | ۷  | ۴  | ۶  | ۳  | ۴  | ۳  | ۳  | ۴  | ۵  | ۵  | ۵  | ۵  | ۵  | ۴  | ۵  | ۵  | ۴  | ۴  | ۳  | ۳  | ۳  | ۳  | ۳  | ۳  | ۳  | ۳  |
| فولام      | ۲۱ | ۱۱ | ۷  | ۳  | ۴  | ۵  | ۹  | ۸  | ۷  | ۳  | ۴  | ۷  | ۷  | ۷  | ۸  | ۷  | ۴  | ۳  | ۳  | ۳  | ۳  | ۶  | ۴  | ۵  | ۳  | ۵  | ۴  | ۳  | ۴  | ۳  | ۳  | ۳  | ۳  | ۳  | ۳  | ۳  | ۳  | ۳  | ۵  | ۵  | ۴  | ۴  | ۴  | ۴  | ۴  | ۴  |
| کاردیف     | ۱۴ | ۱۲ | ۱۹ | ۱۱ | ۱۲ | ۱۶ | ۱۵ | ۱۳ | ۱۴ | ۱۱ | ۱۲ | ۱۳ | ۱۳ | ۱۴ | ۱۴ | ۱۴ | ۱۶ | ۱۱ | ۱۰ | ۸  | ۹  | ۱۲ | ۱۲ | ۱۱ | ۱۰ | ۱۲ | ۱۲ | ۱۳ | ۱۲ | ۱۲ | ۹  | ۸  | ۹  | ۱۰ | ۱۱ | ۱۱ | ۹  | ۷  | ۶  | ۶  | ۶  | ۶  | ۶  | ۶  | ۶  | ۵  |
| سوانزی     | ۷  | ۷  | ۴  | ۲  | ۲  | ۱  | ۲  | ۲  | ۲  | ۱  | ۳  | ۳  | ۹  | ۴  | ۴  | ۴  | ۶  | ۶  | ۸  | ۱۱ | ۱۱ | ۱۰ | ۷  | ۸  | ۹  | ۶  | ۷  | ۶  | ۸  | ۸  | ۸  | ۱۰ | ۱۱ | ۹  | ۹  | ۹  | ۱۱ | ۹  | ۱۰ | ۹  | ۸  | ۷  | ۷  | ۸  | ۷  | ۶  |
| ناتینگهام  | ۱۸ | ۲۰ | ۹  | ۱۳ | ۹  | ۱۰ | ۱۱ | ۹  | ۸  | ۶  | ۶  | ۸  | ۸  | ۱۰ | ۵  | ۵  | ۵  | ۴  | ۴  | ۵  | ۵  | ۸  | ۱۰ | ۷  | ۵  | ۴  | ۵  | ۵  | ۳  | ۴  | ۴  | ۴  | ۴  | ۵  | ۴  | ۴  | ۵  | ۵  | ۴  | ۴  | ۵  | ۵  | ۵  | ۵  | ۵  | ۷  |
| میلوال     | ۱۱ | ۹  | ۵  | ۹  | ۱۰ | ۱۲ | ۱۴ | ۱۷ | ۱۸ | ۱۸ | ۱۵ | ۱۷ | ۱۷ | ۱۵ | ۱۷ | ۱۵ | ۱۰ | ۱۲ | ۱۳ | ۱۵ | ۱۳ | ۱۱ | ۱۳ | ۱۲ | ۱۱ | ۷  | ۸  | ۷  | ۹  | ۹  | ۱۰ | ۱۱ | ۱۰ | ۱۱ | ۱۰ | ۱۰ | ۸  | ۱۱ | ۱۱ | ۱۱ | ۹  | ۱۱ | ۹  | ۷  | ۹  | ۸  |
| پرستون     | ۲۲ | ۱۰ | ۱۶ | ۱۰ | ۶  | ۷  | ۵  | ۳  | ۴  | ۵  | ۲  | ۵  | ۶  | ۲  | ۲  | ۲  | ۳  | ۵  | ۶  | ۷  | ۶  | ۳  | ۵  | ۶  | ۷  | ۱۰ | ۱۰ | ۹  | ۷  | ۷  | ۶  | ۶  | ۶  | ۶  | ۶  | ۶  | ۶  | ۶  | ۷  | ۸  | ۱۰ | ۸  | ۸  | ۹  | ۸  | ۹  |
| دربی‌کانتی  | ۵  | ۶  | ۸  | ۱۴ | ۱۶ | ۱۹ | ۱۹ | ۱۸ | ۱۵ | ۱۶ | ۱۳ | ۱۵ | ۱۴ | ۱۶ | ۱۵ | ۱۶ | ۱۱ | ۱۴ | ۱۴ | ۱۶ | ۱۶ | ۱۶ | ۱۷ | ۱۸ | ۱۷ | ۱۷ | ۱۷ | ۱۵ | ۱۶ | ۱۳ | ۱۳ | ۱۳ | ۱۳ | ۱۳ | ۱۵ | ۱۳ | ۱۲ | ۱۲ | ۸  | ۷  | ۷  | ۹  | ۱۰ | ۱۱ | ۱۲ | ۱۰ |
| بلکبرن     | ۱۵ | ۲۴ | ۱۸ | ۱۲ | ۱۴ | ۱۷ | ۱۲ | ۱۱ | ۱۱ | ۱۲ | ۱۴ | ۱۴ | ۱۶ | ۱۷ | ۱۶ | ۱۸ | ۱۷ | ۱۳ | ۱۱ | ۱۰ | ۱۰ | ۹  | ۸  | ۹  | ۱۳ | ۱۳ | ۱۳ | ۱۱ | ۱۰ | ۱۰ | ۱۲ | ۹  | ۸  | ۸  | ۸  | ۸  | ۱۰ | ۸  | ۹  | ۱۰ | ۱۱ | ۱۰ | ۱۲ | ۱۲ | ۱۰ | ۱۱ |
| بریستول    | ۲۳ | ۲۱ | ۱۱ | ۷  | ۴  | ۶  | ۴  | ۶  | ۹  | ۷  | ۷  | ۹  | ۴  | ۶  | ۶  | ۶  | ۷  | ۷  | ۵  | ۴  | ۴  | ۷  | ۹  | ۱۰ | ۸  | ۱۱ | ۹  | ۸  | ۶  | ۶  | ۷  | ۷  | ۷  | ۷  | ۷  | ۷  | ۷  | ۱۰ | ۱۲ | ۱۲ | ۱۲ | ۱۲ | ۱۱ | ۱۰ | ۱۱ | ۱۲ |
| رنجرز      | ۶  | ۴  | ۱۳ | ۱۹ | ۱۳ | ۸  | ۷  | ۵  | ۱۰ | ۱۰ | ۹  | ۴  | ۵  | ۸  | ۹  | ۱۰ | ۱۲ | ۱۶ | ۱۶ | ۱۴ | ۱۲ | ۱۳ | ۱۴ | ۱۴ | ۱۵ | ۱۵ | ۱۵ | ۱۴ | ۱۴ | ۱۶ | ۱۷ | ۱۷ | ۱۶ | ۱۵ | ۱۳ | ۱۴ | ۱۳ | ۱۳ | ۱۴ | ۱۵ | ۱۳ | ۱۴ | ۱۶ | ۱۶ | ۱۴ | ۱۳ |
| ردینگ      | ۲۴ | ۲۳ | ۱۷ | ۱۵ | ۱۱ | ۱۵ | ۱۸ | ۲۰ | ۲۰ | ۲۱ | ۲۱ | ۲۰ | ۲۰ | ۲۱ | ۱۹ | ۱۷ | ۱۸ | ۱۸ | ۱۸ | ۱۸ | ۱۸ | ۱۸ | ۱۶ | ۱۵ | ۱۴ | ۱۴ | ۱۴ | ۱۶ | ۱۵ | ۱۵ | ۱۶ | ۱۶ | ۱۵ | ۱۶ | ۱۶ | ۱۶ | ۱۴ | ۱۴ | ۱۵ | ۱۶ | ۱۴ | ۱۳ | ۱۳ | ۱۴ | ۱۵ | ۱۴ |
| استوک      | ۱۹ | ۲۲ | ۲۴ | ۲۴ | ۲۴ | ۲۴ | ۲۴ | ۲۳ | ۲۴ | ۲۴ | ۲۴ | ۲۳ | ۲۳ | ۲۳ | ۲۴ | ۲۳ | ۲۳ | ۲۳ | ۲۳ | ۲۳ | ۲۲ | ۲۲ | ۲۴ | ۲۱ | ۲۱ | ۲۱ | ۲۱ | ۲۱ | ۲۰ | ۲۱ | ۲۰ | ۲۱ | ۲۱ | ۱۹ | ۲۰ | ۲۱ | ۱۷ | ۱۸ | ۲۰ | ۲۲ | ۱۸ | ۲۱ | ۱۷ | ۱۷ | ۱۷ | ۱۵ |
| شفیلد      | ۲  | ۱  | ۶  | ۴  | ۷  | ۱۱ | ۱۰ | ۱۰ | ۶  | ۹  | ۸  | ۱۰ | ۳  | ۵  | ۷  | ۸  | ۹  | ۱۰ | ۹  | ۶  | ۸  | ۵  | ۳  | ۴  | ۶  | ۸  | ۶  | ۱۰ | ۱۱ | ۱۱ | ۱۱ | ۱۲ | ۱۲ | ۱۲ | ۱۲ | ۱۲ | ۱۵ | ۱۵ | ۱۳ | ۱۳ | ۱۵ | ۱۶ | ۱۴ | ۱۵ | ۱۶ | ۱۶ |
| میدلزبورو  | ۱۳ | ۱۸ | ۲۲ | ۱۷ | ۱۷ | ۱۸ | ۱۳ | ۱۵ | ۱۹ | ۲۰ | ۲۰ | ۲۱ | ۲۱ | ۲۲ | ۲۲ | ۲۲ | ۲۱ | ۲۰ | ۲۰ | ۱۹ | ۲۰ | ۲۰ | ۲۰ | ۱۹ | ۱۶ | ۱۶ | ۱۶ | ۱۷ | ۱۷ | ۱۸ | ۱۸ | ۱۸ | ۱۸ | ۲۰ | ۲۱ | ۲۲ | ۱۹ | ۲۱ | ۱۹ | ۲۱ | ۲۲ | ۱۸ | ۱۹ | ۱۸ | ۱۹ | ۱۷ |
| هادرزفیلد  | ۱۶ | ۱۹ | ۲۳ | ۲۳ | ۲۳ | ۲۳ | ۲۳ | ۲۴ | ۲۳ | ۲۳ | ۲۲ | ۲۲ | ۲۲ | ۲۰ | ۱۸ | ۱۹ | ۱۹ | ۱۹ | ۱۹ | ۲۱ | ۱۹ | ۱۹ | ۱۹ | ۲۰ | ۲۰ | ۲۰ | ۲۰ | ۲۰ | ۱۹ | ۲۰ | ۱۹ | ۲۰ | ۲۰ | ۲۱ | ۲۱ | ۱۷ | ۱۸ | ۲۰ | ۲۲ | ۲۰ | ۲۰ | ۱۹ | ۲۰ | ۲۰ | ۱۸ | ۱۸ |
| لوتون      | ۱۲ | ۱۷ | ۲۱ | ۲۲ | ۱۹ | ۱۴ | ۱۷ | ۲۱ | ۱۷ | ۱۷ | ۱۸ | ۱۶ | ۱۸ | ۱۹ | ۲۱ | ۲۱ | ۲۲ | ۲۱ | ۲۱ | ۲۰ | ۲۱ | ۲۱ | ۲۱ | ۲۲ | ۲۳ | ۲۴ | ۲۴ | ۲۴ | ۲۴ | ۲۴ | ۲۴ | ۲۳ | ۲۳ | ۲۴ | ۲۴ | ۲۴ | ۲۳ | ۲۴ | ۲۳ | ۲۴ | ۲۴ | ۲۴ | ۲۳ | ۲۳ | ۲۲ | ۱۹ |
| بیرمنگام   | ۱۰ | ۸  | ۱۵ | ۸  | ۱۵ | ۹  | ۸  | ۱۲ | ۱۲ | ۱۵ | ۱۱ | ۱۲ | ۱۱ | ۱۱ | ۱۲ | ۱۳ | ۱۵ | ۱۵ | ۱۵ | ۱۳ | ۱۵ | ۱۵ | ۱۵ | ۱۶ | ۱۸ | ۱۸ | ۱۸ | ۱۸ | ۱۸ | ۱۷ | ۱۵ | ۱۴ | ۱۴ | ۱۴ | ۱۴ | ۱۵ | ۱۶ | ۱۶ | ۱۶ | ۱۷ | ۱۷ | ۱۷ | ۱۸ | ۱۹ | ۲۰ | ۲۰ |
| بارنزلی    | ۹  | ۱۵ | ۱۴ | ۲۰ | ۲۱ | ۲۱ | ۲۲ | ۲۲ | ۲۲ | ۲۲ | ۲۳ | ۲۴ | ۲۴ | ۲۴ | ۲۳ | ۲۴ | ۲۴ | ۲۴ | ۲۴ | ۲۴ | ۲۴ | ۲۴ | ۲۲ | ۲۳ | ۲۲ | ۲۳ | ۲۲ | ۲۲ | ۲۳ | ۲۳ | ۲۳ | ۲۴ | ۲۴ | ۲۳ | ۲۳ | ۲۳ | ۲۴ | ۲۳ | ۲۴ | ۲۳ | ۲۳ | ۲۳ | ۲۴ | ۲۴ | ۲۳ | ۲۱ |
| چارلتون    | ۴  | ۲  | ۲  | ۵  | ۳  | ۲  | ۳  | ۷  | ۵  | ۸  | ۱۰ | ۶  | ۱۰ | ۹  | ۱۰ | ۱۱ | ۱۳ | ۱۷ | ۱۷ | ۱۷ | ۱۷ | ۱۷ | ۱۸ | ۱۷ | ۱۹ | ۱۹ | ۱۹ | ۱۹ | ۲۱ | ۱۹ | ۲۱ | ۱۹ | ۱۹ | ۱۸ | ۱۸ | ۲۰ | ۲۲ | ۱۹ | ۱۸ | ۱۸ | ۱۹ | ۲۰ | ۲۱ | ۲۱ | ۲۱ | ۲۲ |
| ویگان      | ۳  | ۱۶ | ۲۰ | ۲۱ | ۲۲ | ۲۲ | ۲۱ | ۱۹ | ۲۱ | ۱۹ | ۱۹ | ۱۸ | ۱۹ | ۱۸ | ۲۰ | ۲۰ | ۲۰ | ۲۲ | ۲۲ | ۲۲ | ۲۳ | ۲۳ | ۲۳ | ۲۴ | ۲۴ | ۲۲ | ۲۳ | ۲۳ | ۲۲ | ۲۲ | ۲۲ | ۲۲ | ۲۲ | ۲۲ | ۲۲ | ۱۹ | ۲۰ | ۱۷ | ۱۷ | ۱۴ | ۱۶ | ۱۵ | ۱۵ | ۱۳ | ۱۳ | ۲۳ |
| هال‌سیتی    | ۱۷ | ۱۲ | ۱۰ | ۱۶ | ۲۰ | ۲۰ | ۲۰ | ۱۴ | ۱۶ | ۱۳ | ۱۷ | ۱۹ | ۱۵ | ۱۳ | ۱۱ | ۱۲ | ۱۴ | ۹  | ۱۲ | ۱۲ | ۱۴ | ۱۴ | ۱۱ | ۱۳ | ۱۲ | ۹  | ۱۱ | ۱۲ | ۱۳ | ۱۴ | ۱۴ | ۱۵ | ۱۷ | ۱۷ | ۱۷ | ۱۸ | ۲۱ | ۲۲ | ۲۱ | ۱۹ | ۲۱ | ۲۲ | ۲۲ | ۲۲ | ۲۴ | ۲۴ |

### تقویم لیگ

#### نیم فصل اول
| لوتون تاون      | ۳ - ۳ | میدلزبورو          | ورزشگاه کنیلورث رود | ۲ اوت | ۱۹:۴۵ |
| بارنزلی         | ۱ - ۰ | فولام              | اوکول               | ۳ اوت | ۱۵:۰۰ |
| بلکبرن روورز    | ۱ - ۲ | چارلتون اتلتیک     | ورزشگاه ایوود پارک  | ۳ اوت | ۱۵:۰۰ |
| برنتفورد        | ۰ - ۱ | بیرمنگام سیتی      | ورزشگاه گریفین پارک | ۳ اوت | ۱۵:۰۰ |
| میلوال          | ۱ - ۰ | پرستون نورث اند    | ورزشگاه دن          | ۳ اوت | ۱۵:۰۰ |
| ردینگ           | ۱ - ۳ | شفیلد ونزدی        | ورزشگاه مدیسکی      | ۳ اوت | ۱۵:۰۰ |
| استوک سیتی      | ۱ - ۲ | کویینز پارک رنجرز  | ورزشگاه بت۳۶۵       | ۳ اوت | ۱۵:۰۰ |
| سوانزی سیتی     | ۲ - ۱ | هال سیتی           | ورزشگاه لیبرتی      | ۳ اوت | ۱۵:۰۰ |
| ویگان اتلتیک    | ۳ - ۲ | کاردیف سیتی        | ورزشگاه دی‌دابلیو    | ۳ اوت | ۱۵:۰۰ |
| ناتینگهام فارست | ۱ - ۲ | وست برومویچ آلبیون | ورزشگاه سیتی گراند  | ۳ اوت | ۱۵:۰۰ |
| بریستول سیتی    | ۱ - ۳ | لیدز یونایتد       | ورزشگاه اشتون گیت   | ۴ اوت | ۱۷:۰۰ |
| هادرزفیلد تاون  | ۱ - ۲ | دربی کانتی         | ورزشگاه کرکلیس      | ۵ اوت | ۱۹:۴۵ |

| لیدز یونایتد       | ۱ - ۱ | ناتینگهام فارست | ورزشگاه الاند رود       | ۱۰ اوت | ۱۸:۳۰ |
| شفیلد ونزدی        | ۲ - ۰ | بارنزلی         | ورزشگاه هیلزبورو        | ۱۰ اوت | ۲۱:۰۰ |
| کاردیف سیتی        | ۲ - ۱ | لوتون تاون      | ورزشگاه کاردیف سیتی     | ۱۰ اوت | ۲۱:۰۰ |
| چارلتون اتلتیک     | ۳ - ۱ | استوک سیتی      | ورزشگاه ولی             | ۱۰ اوت | ۲۱:۰۰ |
| دربی کانتی         | ۰ - ۰ | سوانزی سیتی     | ورزشگاه پرید پارک       | ۱۰ اوت | ۲۱:۰۰ |
| وست برومویچ آلبیون | ۱ - ۱ | میلوال          | ورزشگاه هاوتورنز        | ۱۰ اوت | ۲۱:۰۰ |
| بیرمنگام سیتی      | ۱ - ۱ | بریستول سیتی    | ورزشگاه سنت اندروز      | ۱۰ اوت | ۲۱:۰۰ |
| میدلزبورو          | ۰ - ۱ | برنتفورد        | ورزشگاه ریورساید        | ۱۰ اوت | ۲۱:۰۰ |
| پرستون نورث اند    | ۳ - ۰ | ویگان اتلتیک    | ورزشگاه دیپدایل         | ۱۰ اوت | ۲۱:۰۰ |
| کویینز پارک رنجرز  | ۱ - ۱ | هادرزفیلد تاون  | ورزشگاه بنیاد پرنس کیان | ۱۰ اوت | ۲۱:۰۰ |
| هال سیتی           | ۲ - ۱ | ردینگ           | ورزشگاه KCOM            | ۱۰ اوت | ۲۱:۰۰ |
| فولام              | ۲ - ۰ | بلکبرن روورز    | ورزشگاه کریون کاتج      | ۱۰ اوت | ۲۱:۰۰ |

| هادرزفیلد تاون  | ۱ - ۲ | فولام              | ورزشگاه کرکلیس      | ۱۶ اوت | ۱۹:۴۵ |
| سوانزی سیتی     | ۳ - ۲ | پرستون نورث اند    | ورزشگاه لیبرتی      | ۱۷ اوت | ۱۵:۰۰ |
| بارنزلی         | ۲ - ۲ | چارلتون اتلتیک     | اوکول               | ۱۷ اوت | ۱۵:۰۰ |
| بلکبرن روورز    | ۱ - ۰ | هادرزفیلد تاون     | ورزشگاه ایوود پارک  | ۱۷ اوت | ۱۵:۰۰ |
| برنتفورد        | ۱ - ۱ | هال سیتی           | ورزشگاه گریفین پارک | ۱۷ اوت | ۱۵:۰۰ |
| بریستول سیتی    | ۲ - ۰ | کویینز پارک رنجرز  | ورزشگاه اشتون گیت   | ۱۷ اوت | ۱۵:۰۰ |
| لوتون تاون      | ۱ - ۲ | وست برومویچ آلبیون | ورزشگاه کنیلورث رود | ۱۷ اوت | ۱۵:۰۰ |
| میلوال          | ۱ - ۰ | شفیلد ونزدی        | ورزشگاه دن          | ۱۷ اوت | ۱۵:۰۰ |
| ناتینگهام فارست | ۳ - ۰ | بیرمنگام سیتی      | ورزشگاه سیتی گراند  | ۱۷ اوت | ۱۵:۰۰ |
| استوک سیتی      | ۲ - ۲ | دربی کانتی         | ورزشگاه بت۳۶۵       | ۱۷ اوت | ۱۵:۰۰ |
| ویگان اتلتیک    | ۰ - ۲ | لیدز یونایتد       | ورزشگاه دی‌دابلیو    | ۱۷ اوت | ۱۵:۰۰ |
| ردینگ           | ۳ - ۰ | کاردیف سیتی        | ورزشگاه مدیسکی      | ۱۸ اوت | ۱۲:۰۰ |

| بیرمنگام سیتی      | ۲ - ۰ | بارنزلی         | ورزشگاه سنت اندروز      | ۲۰ اوت | ۱۹:۴۵ |
| دربی کانتی         | ۱ - ۲ | بریستول سیتی    | ورزشگاه پرید پارک       | ۲۰ اوت | ۱۹:۴۵ |
| هال سیتی           | ۰ - ۱ | بلکبرن روورز    | ورزشگاه KCOM            | ۲۰ اوت | ۱۹:۴۵ |
| میدلزبورو          | ۱ - ۰ | ویگان اتلتیک    | ورزشگاه ریورساید        | ۲۰ اوت | ۱۹:۴۵ |
| شفیلد ونزدی        | ۱ - ۰ | لوتون تاون      | ورزشگاه هیلزبورو        | ۲۰ اوت | ۱۹:۴۵ |
| کاردیف سیتی        | ۲ - ۱ | هادرزفیلد تاون  | ورزشگاه کاردیف سیتی     | ۲۱ اوت | ۱۹:۴۵ |
| چارلتون اتلتیک     | ۱ - ۱ | ناتینگهام فارست | ورزشگاه ولی             | ۲۱ اوت | ۱۹:۴۵ |
| فولام              | ۴ - ۰ | میلوال          | ورزشگاه کریون کاتج      | ۲۱ اوت | ۱۹:۴۵ |
| لیدز یونایتد       | ۱ - ۰ | برنتفورد        | ورزشگاه الاند رود       | ۲۱ اوت | ۱۹:۴۵ |
| پرستون نورث اند    | ۳ - ۱ | استوک سیتی      | ورزشگاه دیپدایل         | ۲۱ اوت | ۱۹:۴۵ |
| کویینز پارک رنجرز  | ۱ - ۳ | سوانزی سیتی     | ورزشگاه بنیاد پرنس کیان | ۲۱ اوت | ۱۹:۴۵ |
| وست برومویچ آلبیون | ۱ - ۱ | ردینگ           | ورزشگاه هاوتورنز        | ۲۱ اوت | ۲۰:۰۰ |

| دربی کانتی        | ۱ - ۱ | وست برومویچ آلبیون | ورزشگاه پرید پارک       | ۲۴ اوت | ۱۸:۳۰ |
| بلکبرن روورز      | ۰ - ۰ | کاردیف سیتی        | ورزشگاه ایوود پارک      | ۲۴ اوت | ۱۵:۰۰ |
| چارلتون اتلتیک    | ۱ - ۰ | برنتفورد           | ورزشگاه ولی             | ۲۴ اوت | ۱۵:۰۰ |
| فولام             | ۱ - ۲ | ناتینگهام فارست    | ورزشگاه کریون کاتج      | ۲۴ اوت | ۱۵:۰۰ |
| بارنزلی           | ۱ - ۳ | لوتون تاون         | اوکول                   | ۲۴ اوت | ۱۵:۰۰ |
| هال سیتی          | ۱ - ۳ | بریستول سیتی       | ورزشگاه KCOM            | ۲۴ اوت | ۱۵:۰۰ |
| میدلزبورو         | ۱ - ۱ | میلوال             | ورزشگاه ریورساید        | ۲۴ اوت | ۱۵:۰۰ |
| پرستون نورث اند   | ۲ - ۱ | شفیلد ونزدی        | ورزشگاه دیپدایل         | ۲۴ اوت | ۱۵:۰۰ |
| کویینز پارک رنجرز | ۳ - ۱ | ویگان اتلتیک       | ورزشگاه بنیاد پرنس کیان | ۲۴ اوت | ۱۵:۰۰ |
| استوک سیتی        | ۰ - ۳ | لیدز یونایتد       | ورزشگاه بت۳۶۵           | ۲۴ اوت | ۱۵:۰۰ |
| هادرزفیلد تاون    | ۰ - ۲ | ردینگ              | ورزشگاه کرکلیس          | ۲۴ اوت | ۱۵:۰۰ |
| سوانزی سیتی       | ۳ - ۰ | بیرمنگام سیتی      | ورزشگاه لیبرتی          | ۲۵ اوت | ۱۲:۰۰ |

| کاردیف سیتی        | ۱ - ۱ | فولام             | ورزشگاه کاردیف سیتی | ۳۰ اوت | ۱۹:۴۵ |
| بریستول سیتی       | ۲ - ۲ | میدلزبورو         | ورزشگاه اشتون گیت   | ۳۱ اوت | ۱۲:۳۰ |
| بیرمنگام سیتی      | ۲ - ۱ | استوک سیتی        | ورزشگاه سنت اندروز  | ۳۱ اوت | ۱۵:۰۰ |
| برنتفورد           | ۳ - ۰ | دربی کانتی        | ورزشگاه گریفین پارک | ۳۱ اوت | ۱۵:۰۰ |
| شفیلد ونزدی        | ۱ - ۲ | کویینز پارک رنجرز | ورزشگاه هیلزبورو    | ۳۱ اوت | ۱۵:۰۰ |
| لیدز یونایتد       | ۰ - ۱ | سوانزی سیتی       | ورزشگاه الاند رود   | ۳۱ اوت | ۱۵:۰۰ |
| لوتون تاون         | ۲ - ۱ | هادرزفیلد تاون    | ورزشگاه کنیلورث رود | ۳۱ اوت | ۱۵:۰۰ |
| میلوال             | ۱ - ۱ | هال سیتی          | ورزشگاه دن          | ۳۱ اوت | ۱۵:۰۰ |
| ناتینگهام فارست    | ۱ - ۱ | پرستون نورث اند   | ورزشگاه سیتی گراند  | ۳۱ اوت | ۱۵:۰۰ |
| ردینگ              | ۰ - ۲ | چارلتون اتلتیک    | ورزشگاه مدیسکی      | ۳۱ اوت | ۱۵:۰۰ |
| وست برومویچ آلبیون | ۳ - ۲ | بلکبرن روورز      | ورزشگاه هاوتورنز    | ۳۱ اوت | ۱۵:۰۰ |
| ویگان اتلتیک       | ۰ - ۰ | بارنزلی           | ورزشگاه دی‌دابلیو    | ۳۱ اوت | ۱۵:۰۰ |

| دربی کانتی        | ۱ - ۱ | کاردیف سیتی        | ورزشگاه پرید پارک       | ۱۳ سپتامبر | ۱۹:۴۵ |
| فولام             | ۱ - ۱ | وست برومویچ آلبیون | ورزشگاه کریون کاتج      | ۱۴ سپتامبر | ۱۲:۳۰ |
| بلکبرن روورز      | ۲ - ۰ | میلوال             | ورزشگاه ایوود پارک      | ۱۴ سپتامبر | ۱۵:۰۰ |
| چارلتون اتلتیک    | ۰ - ۱ | بیرمنگام سیتی      | ورزشگاه ولی             | ۱۴ سپتامبر | ۱۵:۰۰ |
| هال سیتی          | ۲ - ۲ | ویگان اتلتیک       | ورزشگاه KCOM            | ۱۴ سپتامبر | ۱۵:۰۰ |
| میدلزبورو         | ۱ - ۰ | ردینگ              | ورزشگاه ریورساید        | ۱۴ سپتامبر | ۱۵:۰۰ |
| پرستون نورث اند   | ۲ - ۰ | برنتفورد           | ورزشگاه دیپدایل         | ۱۴ سپتامبر | ۱۵:۰۰ |
| کویینز پارک رنجرز | ۳ - ۲ | لوتون تاون         | ورزشگاه بنیاد پرنس کیان | ۱۴ سپتامبر | ۱۵:۰۰ |
| استوک سیتی        | ۱ - ۲ | بریستول سیتی       | ورزشگاه بت۳۶۵           | ۱۴ سپتامبر | ۱۵:۰۰ |
| سوانزی سیتی       | ۰ - ۱ | ناتینگهام فارست    | ورزشگاه لیبرتی          | ۱۴ سپتامبر | ۱۵:۰۰ |
| هادرزفیلد تاون    | ۰ - ۲ | شفیلد ونزدی        | ورزشگاه کرکلیس          | ۱۵ سپتامبر | ۱۲:۰۰ |
| بارنزلی           | ۰ - ۲ | لیدز یونایتد       | اوکول                   | ۱۵ سپتامبر | ۱۲:۳۰ |

| لیدز یونایتد       | ۱ - ۱ | دربی کانتی        | ورزشگاه الاند رود   | ۲۱ سپتامبر | ۱۲:۳۰ |
| ویگان اتلتیک       | ۲ - ۰ | چارلتون اتلتیک    | ورزشگاه دی‌دابلیو    | ۲۱ سپتامبر | ۱۵:۰۰ |
| برنتفورد           | ۰ - ۰ | استوک سیتی        | ورزشگاه گریفین پارک | ۲۱ سپتامبر | ۱۵:۰۰ |
| بریستول سیتی       | ۰ - ۰ | سوانزی سیتی       | ورزشگاه اشتون گیت   | ۲۱ سپتامبر | ۱۵:۰۰ |
| کاردیف سیتی        | ۱ - ۰ | میدلزبورو         | ورزشگاه کاردیف سیتی | ۲۱ سپتامبر | ۱۵:۰۰ |
| بیرمنگام سیتی      | ۰ - ۱ | پرستون نورث اند   | ورزشگاه سنت اندروز  | ۲۱ سپتامبر | ۱۵:۰۰ |
| میلوال             | ۱ - ۲ | کویینز پارک رنجرز | ورزشگاه دن          | ۲۱ سپتامبر | ۱۵:۰۰ |
| ناتینگهام فارست    | ۱ - ۰ | بارنزلی           | ورزشگاه سیتی گراند  | ۲۱ سپتامبر | ۱۵:۰۰ |
| ردینگ              | ۱ - ۲ | بلکبرن روورز      | ورزشگاه مدیسکی      | ۲۱ سپتامبر | ۱۵:۰۰ |
| شفیلد ونزدی        | ۱ - ۱ | فولام             | ورزشگاه هیلزبورو    | ۲۱ سپتامبر | ۱۵:۰۰ |
| لوتون تاون         | ۰ - ۳ | هال سیتی          | ورزشگاه کنیلورث رود | ۲۱ سپتامبر | ۱۵:۰۰ |
| وست برومویچ آلبیون | ۴ - ۲ | هادرزفیلد تاون    | ورزشگاه هاوتورنز    | ۲۲ سپتامبر | ۱۲:۰۰ |

| فولام             | ۲ - ۰ | ویگان اتلتیک       | ورزشگاه کریون کاتج      | ۲۷ سپتامبر | ۱۹:۱۵ |
| استوک سیتی        | ۲ - ۳ | ناتینگهام فارست    | ورزشگاه بت۳۶۵           | ۲۷ سپتامبر | ۲۰:۰۰ |
| کویینز پارک رنجرز | ۰ - ۲ | وست برومویچ آلبیون | ورزشگاه بنیاد پرنس کیان | ۲۸ سپتامبر | ۱۲:۳۰ |
| بلکبرن روورز      | ۱ - ۲ | لوتون تاون         | ورزشگاه ایوود پارک      | ۲۸ سپتامبر | ۱۵:۰۰ |
| چارلتون اتلتیک    | ۱ - ۰ | لیدز یونایتد       | ورزشگاه ولی             | ۲۸ سپتامبر | ۱۵:۰۰ |
| دربی کانتی        | ۳ - ۲ | بیرمنگام سیتی      | ورزشگاه پرید پارک       | ۲۸ سپتامبر | ۱۵:۰۰ |
| هادرزفیلد تاون    | ۱ - ۱ | میلوال             | ورزشگاه کرکلیس          | ۲۸ سپتامبر | ۱۵:۰۰ |
| هال سیتی          | ۲ - ۲ | کاردیف سیتی        | ورزشگاه KCOM            | ۲۸ سپتامبر | ۱۵:۰۰ |
| میدلزبورو         | ۱ - ۴ | شفیلد ونزدی        | ورزشگاه ریورساید        | ۲۸ سپتامبر | ۱۵:۰۰ |
| پرستون نورث اند   | ۳ - ۳ | بریستول سیتی       | ورزشگاه دیپدایل         | ۲۸ سپتامبر | ۱۵:۰۰ |
| سوانزی سیتی       | ۱ - ۱ | ردینگ              | ورزشگاه لیبرتی          | ۲۸ سپتامبر | ۱۵:۰۰ |
| بارنزلی           | ۱ - ۳ | برنتفورد           | اوکول                   | ۲۹ سپتامبر | ۱۳:۳۰ |

| بلکبرن روورز   | ۱ - ۱ | ناتینگهام فارست    | ورزشگاه ایوود پارک  | ۱ اکتبر | ۱۹:۴۵ |
| هال سیتی       | ۱ - ۰ | شفیلد ونزدی        | ورزشگاه KCOM        | ۱ اکتبر | ۱۹:۴۵ |
| لیدز یونایتد   | ۱ - ۰ | وست برومویچ آلبیون | ورزشگاه الاند رود   | ۱ اکتبر | ۱۹:۴۵ |
| میدلزبورو      | ۱ - ۱ | پرستون نورث اند    | ورزشگاه ریورساید    | ۱ اکتبر | ۱۹:۴۵ |
| ویگان اتلتیک   | ۱ - ۰ | بیرمنگام سیتی      | ورزشگاه دی‌دابلیو    | ۱ اکتبر | ۱۹:۴۵ |
| ردینگ          | ۱ - ۴ | فولام              | ورزشگاه مدیسکی      | ۱ اکتبر | ۲۰:۰۰ |
| استوک سیتی     | ۰ - ۱ | هادرزفیلد تاون     | ورزشگاه بت۳۶۵       | ۱ اکتبر | ۲۰:۰۰ |
| بارنزلی        | ۲ - ۲ | دربی کانتی         | اوکول               | ۲ اکتبر | ۱۹:۴۵ |
| برنتفورد       | ۱ - ۱ | بریستول سیتی       | ورزشگاه گریفین پارک | ۲ اکتبر | ۱۹:۴۵ |
| کاردیف سیتی    | ۳ - ۰ | کویینز پارک رنجرز  | ورزشگاه کاردیف سیتی | ۲ اکتبر | ۱۹:۴۵ |
| چارلتون اتلتیک | ۱ - ۲ | سوانزی سیتی        | ورزشگاه ولی         | ۲ اکتبر | ۱۹:۴۵ |
| لوتون تاون     | ۱ - ۱ | میلوال             | ورزشگاه کنیلورث رود | ۲ اکتبر | ۱۹:۴۵ |

| بیرمنگام سیتی      | ۲ - ۱ | میدلزبورو      | ورزشگاه سنت اندروز      | ۴ اکتبر | ۱۹:۴۵ |
| فولام              | ۲ - ۲ | چارلتون اتلتیک | ورزشگاه کریون کاتج      | ۵ اکتبر | ۱۸:۳۰ |
| وست برومویچ آلبیون | ۴ - ۲ | کاردیف سیتی    | ورزشگاه هاوتورنز        | ۵ اکتبر | ۱۵:۰۰ |
| بریستول سیتی       | ۱ - ۰ | ردینگ          | ورزشگاه اشتون گیت       | ۵ اکتبر | ۱۵:۰۰ |
| دربی کانتی         | ۲ - ۰ | لوتون تاون     | ورزشگاه پرید پارک       | ۵ اکتبر | ۱۵:۰۰ |
| هادرزفیلد تاون     | ۳ - ۰ | هال سیتی       | ورزشگاه کرکلیس          | ۵ اکتبر | ۱۵:۰۰ |
| میلوال             | ۲ - ۱ | لیدز یونایتد   | ورزشگاه دن              | ۵ اکتبر | ۱۵:۰۰ |
| پرستون نورث اند    | ۵ - ۱ | بارنزلی        | ورزشگاه دیپدایل         | ۵ اکتبر | ۱۵:۰۰ |
| کویینز پارک رنجرز  | ۴ - ۲ | بلکبرن روورز   | ورزشگاه بنیاد پرنس کیان | ۵ اکتبر | ۱۵:۰۰ |
| شفیلد ونزدی        | ۱ - ۰ | ویگان اتلتیک   | ورزشگاه هیلزبورو        | ۵ اکتبر | ۱۵:۰۰ |
| سوانزی سیتی        | ۱ - ۲ | استوک سیتی     | ورزشگاه لیبرتی          | ۵ اکتبر | ۱۵:۰۰ |
| ناتینگهام فارست    | ۱ - ۰ | برنتفورد       | ورزشگاه سیتی گراند      | ۵ اکتبر | ۱۵:۰۰ |

| کاردیف سیتی    | ۱ - ۱ | شفیلد ونزدی        | ورزشگاه کاردیف سیتی | ۱۸ اکتبر | ۱۹:۴۵ |
| بلکبرن روورز   | ۲ - ۲ | هادرزفیلد تاون     | ورزشگاه ایوود پارک  | ۱۹ اکتبر | ۱۲:۳۰ |
| بارنزلی        | ۱ - ۱ | سوانزی سیتی        | اوکول               | ۱۹ اکتبر | ۱۵:۰۰ |
| برنتفورد       | ۳ - ۲ | میلوال             | ورزشگاه گریفین پارک | ۱۹ اکتبر | ۱۵:۰۰ |
| چارلتون اتلتیک | ۳ - ۰ | دربی کانتی         | ورزشگاه ولی         | ۱۹ اکتبر | ۱۵:۰۰ |
| هال سیتی       | ۲ - ۳ | کویینز پارک رنجرز  | ورزشگاه KCOM        | ۱۹ اکتبر | ۱۵:۰۰ |
| لیدز یونایتد   | ۱ - ۰ | بیرمنگام سیتی      | ورزشگاه الاند رود   | ۱۹ اکتبر | ۱۵:۰۰ |
| لوتون تاون     | ۳ - ۰ | بریستول سیتی       | ورزشگاه کنیلورث رود | ۱۹ اکتبر | ۱۵:۰۰ |
| میدلزبورو      | ۰ - ۱ | وست برومویچ آلبیون | ورزشگاه ریورساید    | ۱۹ اکتبر | ۱۵:۰۰ |
| ردینگ          | ۱ - ۰ | پرستون نورث اند    | ورزشگاه مدیسکی      | ۱۹ اکتبر | ۱۵:۰۰ |
| استوک سیتی     | ۲ - ۰ | فولام              | ورزشگاه بت۳۶۵       | ۱۹ اکتبر | ۱۵:۰۰ |
| ویگان اتلتیک   | ۱ - ۰ | ناتینگهام فارست    | ورزشگاه دی‌دابلیو    | ۲۰ اکتبر | ۱۴:۰۰ |

| بیرمنگام سیتی      | ۱ - ۰ | بلکبرن روورز    | ورزشگاه سنت اندروز      | ۲۲ اکتبر | ۱۹:۴۵ |
| میلوال             | ۲ - ۲ | کاردیف سیتی     | ورزشگاه دن              | ۲۲ اکتبر | ۱۹:۴۵ |
| کویینز پارک رنجرز  | ۲ - ۲ | ردینگ           | ورزشگاه بنیاد پرنس کیان | ۲۲ اکتبر | ۱۹:۴۵ |
| شفیلد ونزدی        | ۱ - ۰ | استوک سیتی      | ورزشگاه هیلزبورو        | ۲۲ اکتبر | ۱۹:۴۵ |
| سوانزی سیتی        | ۰ - ۳ | برنتفورد        | ورزشگاه لیبرتی          | ۲۲ اکتبر | ۱۹:۴۵ |
| پرستون نورث اند    | ۱ - ۱ | لیدز یونایتد    | ورزشگاه دیپدایل         | ۲۲ اکتبر | ۱۹:۴۵ |
| وست برومویچ آلبیون | ۲ - ۲ | بارنزلی         | ورزشگاه هاوتورنز        | ۲۲ اکتبر | ۲۰:۰۰ |
| بریستول سیتی       | ۲ - ۱ | چارلتون اتلتیک  | ورزشگاه اشتون گیت       | ۲۳ اکتبر | ۱۹:۴۵ |
| دربی کانتی         | ۱ - ۰ | ویگان اتلتیک    | ورزشگاه پرید پارک       | ۲۳ اکتبر | ۱۹:۴۵ |
| فولام              | ۳ - ۲ | لوتون تاون      | ورزشگاه کریون کاتج      | ۲۳ اکتبر | ۱۹:۴۵ |
| هادرزفیلد تاون     | ۰ - ۰ | ناتینگهام فارست | ورزشگاه کرکلیس          | ۲۳ اکتبر | ۱۹:۴۵ |
| ناتینگهام فارست    | ۱ - ۲ | هال سیتی        | ورزشگاه سیتی گراند      | ۲۳ اکتبر | ۱۹:۴۵ |

| شفیلد ونزدی        | ۰ - ۰ | لیدز یونایتد   | ورزشگاه هیلزبورو        | ۲۶ اکتبر  | ۱۲:۳۰ |
| وست برومویچ آلبیون | ۲ - ۲ | چارلتون اتلتیک | ورزشگاه هاوتورنز        | ۲۶ اکتبر  | ۱۵:۰۰ |
| هادرزفیلد تاون     | ۲ - ۱ | بارنزلی        | ورزشگاه کرکلیس          | ۲۶ اکتبر  | ۱۵:۰۰ |
| هال سیتی           | ۲ - ۰ | دربی کانتی     | ورزشگاه KCOM            | ۲۶ اکتبر  | ۱۵:۰۰ |
| میدلزبورو          | ۰ - ۰ | فولام          | ورزشگاه ریورساید        | ۲۶ اکتبر  | ۱۵:۰۰ |
| بیرمنگام سیتی      | ۲ - ۱ | لوتون تاون     | ورزشگاه سنت اندروز      | ۲۶ اکتبر  | ۱۵:۰۰ |
| پرستون نورث اند    | ۳ - ۲ | بلکبرن روورز   | ورزشگاه دیپدایل         | ۲۶ اکتبر  | ۱۵:۰۰ |
| میلوال             | ۲ - ۰ | استوک سیتی     | ورزشگاه دن              | ۲۶ اکتبر  | ۱۵:۰۰ |
| سوانزی سیتی        | ۱ - ۰ | کاردیف سیتی    | ورزشگاه لیبرتی          | ۲۷ اکتبر  | ۱۲:۰۰ |
| بریستول سیتی       | ۲ - ۲ | ویگان اتلتیک   | ورزشگاه اشتون گیت       | ۲۷ اکتبر  | ۱۳:۳۰ |
| کویینز پارک رنجرز  | ۱ - ۳ | برنتفورد       | ورزشگاه بنیاد پرنس کیان | ۲۸ اکتبر  | ۱۹:۴۵ |
| ناتینگهام فارست    | ۱ - ۱ | ردینگ          | ورزشگاه سیتی گراند      | ۲۱ ژانویه | ۱۹:۴۵ |

| بارنزلی        | ۲ - ۲ | بریستول سیتی       | اوکول               | ۱ نوامبر | ۱۹:۴۵ |
| ویگان اتلتیک   | ۱ - ۲ | سوانزی سیتی        | ورزشگاه دی‌دابلیو    | ۲ نوامبر | ۱۲:۳۰ |
| بلکبرن روورز   | ۲ - ۱ | شفیلد ونزدی        | ورزشگاه ایوود پارک  | ۲ نوامبر | ۱۵:۰۰ |
| برنتفورد       | ۰ - ۱ | هادرزفیلد تاون     | ورزشگاه گریفین پارک | ۲ نوامبر | ۱۵:۰۰ |
| کاردیف سیتی    | ۴ - ۲ | بیرمنگام سیتی      | ورزشگاه کاردیف سیتی | ۲ نوامبر | ۱۵:۰۰ |
| دربی کانتی     | ۲ - ۰ | میدلزبورو          | ورزشگاه پرید پارک   | ۲ نوامبر | ۱۵:۰۰ |
| فولام          | ۰ - ۳ | هال سیتی           | ورزشگاه کریون کاتج  | ۲ نوامبر | ۱۵:۰۰ |
| لیدز یونایتد   | ۲ - ۰ | کویینز پارک رنجرز  | ورزشگاه الاند رود   | ۲ نوامبر | ۱۵:۰۰ |
| لوتون تاون     | ۱ - ۲ | ناتینگهام فارست    | ورزشگاه کنیلورث رود | ۲ نوامبر | ۱۵:۰۰ |
| ردینگ          | ۲ - ۱ | میلوال             | ورزشگاه مدیسکی      | ۲ نوامبر | ۱۵:۰۰ |
| چارلتون اتلتیک | ۰ - ۱ | پرستون نورث اند    | ورزشگاه ولی         | ۳ نوامبر | ۱۲:۰۰ |
| استوک سیتی     | ۰ - ۲ | وست برومویچ آلبیون | ورزشگاه بت۳۶۵       | ۴ نوامبر | ۲۰:۰۰ |

| ناتینگهام فارست   | ۱ - ۰ | دربی کانتی         | ورزشگاه سیتی گراند      | ۹ نوامبر  | ۱۲:۳۰ |
| بارنزلی           | ۲ - ۴ | استوک سیتی         | اوکول                   | ۹ نوامبر  | ۱۵:۰۰ |
| بیرمنگام سیتی     | ۰ - ۱ | فولام              | ورزشگاه سنت اندروز      | ۹ نوامبر  | ۱۵:۰۰ |
| هال سیتی          | ۰ - ۱ | وست برومویچ آلبیون | ورزشگاه KCOM            | ۹ نوامبر  | ۱۵:۰۰ |
| لیدز یونایتد      | ۲ - ۱ | بلکبرن روورز       | ورزشگاه الاند رود       | ۹ نوامبر  | ۱۵:۰۰ |
| میلوال            | ۲ - ۱ | چارلتون اتلتیک     | ورزشگاه دن              | ۹ نوامبر  | ۱۵:۰۰ |
| پرستون نورث اند   | ۳ - ۱ | هادرزفیلد تاون     | ورزشگاه دیپدایل         | ۹ نوامبر  | ۱۵:۰۰ |
| کویینز پارک رنجرز | ۲ - ۲ | میدلزبورو          | ورزشگاه بنیاد پرنس کیان | ۹ نوامبر  | ۱۵:۰۰ |
| ردینگ             | ۳ - ۰ | لوتون تاون         | ورزشگاه مدیسکی          | ۹ نوامبر  | ۱۵:۰۰ |
| شفیلد ونزدی       | ۲ - ۲ | سوانزی سیتی        | ورزشگاه هیلزبورو        | ۹ نوامبر  | ۱۵:۰۰ |
| ویگان اتلتیک      | ۰ - ۳ | برنتفورد           | ورزشگاه دی‌دابلیو        | ۹ نوامبر  | ۱۵:۰۰ |
| کاردیف سیتی       | ۰ - ۱ | بریستول سیتی       | ورزشگاه کاردیف سیتی     | ۱۰ نوامبر | ۱۲:۰۰ |

| فولام              | ۲ - ۱ | کویینز پارک رنجرز | ورزشگاه کریون کاتج  | ۲۲ نوامبر | ۱۹:۴۵ |
| چارلتون اتلتیک     | ۲ - ۲ | کاردیف سیتی       | ورزشگاه ولی         | ۲۳ نوامبر | ۱۲:۳۰ |
| وست برومویچ آلبیون | ۲ - ۱ | شفیلد ونزدی       | ورزشگاه هاوتورنز    | ۲۳ نوامبر | ۱۵:۰۰ |
| برنتفورد           | ۱ - ۰ | ردینگ             | ورزشگاه گریفین پارک | ۲۳ نوامبر | ۱۵:۰۰ |
| بریستول سیتی       | ۰ - ۰ | ناتینگهام فارست   | ورزشگاه اشتون گیت   | ۲۳ نوامبر | ۱۵:۰۰ |
| دربی کانتی         | ۱ - ۰ | پرستون نورث اند   | ورزشگاه پرید پارک   | ۲۳ نوامبر | ۱۵:۰۰ |
| بلکبرن روورز       | ۳ - ۲ | بارنزلی           | ورزشگاه ایوود پارک  | ۲۳ نوامبر | ۱۵:۰۰ |
| هادرزفیلد تاون     | ۱ - ۱ | بیرمنگام سیتی     | ورزشگاه کرکلیس      | ۲۳ نوامبر | ۱۵:۰۰ |
| لوتون تاون         | ۱ - ۲ | لیدز یونایتد      | ورزشگاه کنیلورث رود | ۲۳ نوامبر | ۱۵:۰۰ |
| استوک سیتی         | ۲ - ۱ | ویگان اتلتیک      | ورزشگاه بت۳۶۵       | ۲۳ نوامبر | ۱۵:۰۰ |
| سوانزی سیتی        | ۰ - ۱ | میلوال            | ورزشگاه لیبرتی      | ۲۳ نوامبر | ۱۵:۰۰ |
| میدلزبورو          | ۲ - ۲ | هال سیتی          | ورزشگاه ریورساید    | ۲۴ نوامبر | ۱۲:۰۰ |

| کاردیف سیتی        | ۱ - ۰ | استوک سیتی      | ورزشگاه کاردیف سیتی     | ۲۶ نوامبر | ۱۹:۴۵ |
| فولام              | ۳ - ۰ | دربی کانتی      | ورزشگاه کریون کاتج      | ۲۶ نوامبر | ۱۹:۴۵ |
| لوتون تاون         | ۲ - ۱ | چارلتون اتلتیک  | ورزشگاه کنیلورث رود     | ۲۶ نوامبر | ۱۹:۴۵ |
| میلوال             | ۲ - ۲ | ویگان اتلتیک    |                         | ۲۶ نوامبر | ۱۹:۴۵ |
| هادرزفیلد تاون     | ۱ - ۱ | سوانزی سیتی     | ورزشگاه کرکلیس          | ۲۶ نوامبر | ۱۹:۴۵ |
| ردینگ              | ۰ -۱  | لیدز یونایتد    | ورزشگاه مدیسکی          | ۲۶ نوامبر | ۲۰:۰۰ |
| شفیلد ونزدی        | ۱ - ۱ | بیرمنگام سیتی   | ورزشگاه هیلزبورو        | ۲۷ نوامبر | ۱۹:۴۵ |
| بلکبرن روورز       | ۱ - ۰ | برنتفورد        | ورزشگاه ایوود پارک      | ۲۷ نوامبر | ۱۹:۴۵ |
| هال سیتی           | ۴ - ۰ | پرستون نورث اند | ورزشگاه KCOM            | ۲۷ نوامبر | ۱۹:۴۵ |
| میدلزبورو          | ۱ - ۰ | بارنزلی         | ورزشگاه ریورساید        | ۲۷ نوامبر | ۱۹:۴۵ |
| کویینز پارک رنجرز  | ۰ - ۴ | ناتینگهام فارست | ورزشگاه بنیاد پرنس کیان | ۲۷ نوامبر | ۱۹:۴۵ |
| وست برومویچ آلبیون | ۴ - ۱ | بریستول سیتی    | ورزشگاه هاوتورنز        | ۲۷ نوامبر | ۲۰:۰۰ |

| سوانزی سیتی     | ۱ - ۲ | فولام              | ورزشگاه لیبرتی      | ۲۹ نوامبر | ۱۹:۴۵ |
| چارلتون اتلتیک  | ۱ - ۳ | شفیلد ونزدی        | ورزشگاه ولی         | ۳۰ نوامبر | ۱۲:۳۰ |
| بارنزلی         | ۳ - ۱ | هال سیتی           | اوکول               | ۳۰ نوامبر | ۱۵:۰۰ |
| بیرمنگام سیتی   | ۱ - ۱ | میلوال             | ورزشگاه سنت اندروز  | ۳۰ نوامبر | ۱۵:۰۰ |
| برنتفورد        | ۷ - ۰ | لوتون تاون         | ورزشگاه گریفین پارک | ۳۰ نوامبر | ۱۵:۰۰ |
| بریستول سیتی    | ۵ - ۲ | هادرزفیلد تاون     | ورزشگاه اشتون گیت   | ۳۰ نوامبر | ۱۵:۰۰ |
| دربی کانتی      | ۱ - ۱ | کویینز پارک رنجرز  | ورزشگاه پرید پارک   | ۳۰ نوامبر | ۱۵:۰۰ |
| لیدز یونایتد    | ۴ - ۰ | میدلزبورو          | ورزشگاه الاند رود   | ۳۰ نوامبر | ۱۵:۰۰ |
| ناتینگهام فارست | ۰ - ۱ | کاردیف سیتی        | ورزشگاه سیتی گراند  | ۳۰ نوامبر | ۱۵:۰۰ |
| استوک سیتی      | ۱ - ۲ | بلکبرن روورز       | ورزشگاه بت۳۶۵       | ۳۰ نوامبر | ۱۵:۰۰ |
| ویگان اتلتیک    | ۱ - ۳ | ردینگ              | ورزشگاه دی‌دابلیو    | ۳۰ نوامبر | ۱۵:۰۰ |
| پرستون نورث اند | ۰ - ۱ | وست برومویچ آلبیون | ورزشگاه دیپدایل     | ۲ دسامبر  | ۱۹:۴۵ |

| میلوال             | ۲ - ۲ | ناتینگهام فارست | ورزشگاه دن              | ۶ دسامبر | ۱۹:۴۵ |
| هادرزفیلد تاون     | ۰ - ۲ | لیدز یونایتد    | ورزشگاه کرکلیس          | ۷ دسامبر | ۱۲:۳۰ |
| کاردیف سیتی        | ۳ - ۲ | بارنزلی         | ورزشگاه کاردیف سیتی     | ۷ دسامبر | ۱۵:۰۰ |
| فولام              | ۱ - ۲ | بریستول سیتی    | ورزشگاه کریون کاتج      | ۷ دسامبر | ۱۵:۰۰ |
| بلکبرن روورز       | ۱ - ۰ | دربی کانتی      | ورزشگاه ایوود پارک      | ۷ دسامبر | ۱۵:۰۰ |
| لوتون تاون         | ۲ - ۱ | ویگان اتلتیک    | ورزشگاه کنیلورث رود     | ۷ دسامبر | ۱۵:۰۰ |
| میدلزبورو          | ۱ - ۰ | چارلتون اتلتیک  | ورزشگاه ریورساید        | ۷ دسامبر | ۱۵:۰۰ |
| کویینز پارک رنجرز  | ۲ - ۰ | پرستون نورث اند | ورزشگاه بنیاد پرنس کیان | ۷ دسامبر | ۱۵:۰۰ |
| ردینگ              | ۲ - ۳ | بیرمنگام سیتی   | ورزشگاه مدیسکی          | ۷ دسامبر | ۱۵:۰۰ |
| شفیلد ونزدی        | ۲ - ۱ | برنتفورد        | ورزشگاه هیلزبورو        | ۷ دسامبر | ۱۵:۰۰ |
| هال سیتی           | ۲ - ۱ | استوک سیتی      | ورزشگاه KCOM            | ۷ دسامبر | ۱۵:۰۰ |
| وست برومویچ آلبیون | ۵ - ۱ | سوانزی سیتی     | ورزشگاه هاوتورنز        | ۸ دسامبر | ۱۲:۰۰ |

| بریستول سیتی    | ۱ - ۲ | میلوال             | ورزشگاه اشتون گیت   | ۱۰ دسامبر | ۱۹:۴۵ |
| چارلتون اتلتیک  | ۰ - ۱ | هادرزفیلد تاون     | ورزشگاه ولی         | ۱۰ دسامبر | ۱۹:۴۵ |
| لیدز یونایتد    | ۲ - ۰ | هال سیتی           | ورزشگاه الاند رود   | ۱۰ دسامبر | ۱۹:۴۵ |
| پرستون نورث اند | ۲ - ۱ | فولام              | ورزشگاه دیپدایل     | ۱۰ دسامبر | ۱۹:۴۵ |
| ناتینگهام فارست | ۱ - ۱ | میدلزبورو          | ورزشگاه سیتی گراند  | ۱۰ دسامبر | ۱۹:۴۵ |
| استوک سیتی      | ۳ - ۰ | لوتون تاون         | ورزشگاه بت۳۶۵       | ۱۰ دسامبر | ۲۰:۰۰ |
| ویگان اتلتیک    | ۱ - ۱ | وست برومویچ آلبیون | ورزشگاه دی‌دابلیو    | ۱۱ دسامبر | ۱۹:۴۵ |
| بارنزلی         | ۱ - ۱ | ردینگ              | اوکول               | ۱۱ دسامبر | ۱۹:۴۵ |
| بیرمنگام سیتی   | ۰ - ۲ | کویینز پارک رنجرز  | ورزشگاه سنت اندروز  | ۱۱ دسامبر | ۱۹:۴۵ |
| برنتفورد        | ۲ - ۱ | کاردیف سیتی        | ورزشگاه گریفین پارک | ۱۱ دسامبر | ۱۹:۴۵ |
| دربی کانتی      | ۱ - ۱ | شفیلد ونزدی        | ورزشگاه پرید پارک   | ۱۱ دسامبر | ۱۹:۴۵ |
| سوانزی سیتی     | ۱ - ۱ | بلکبرن روورز       | ورزشگاه لیبرتی      | ۱۱ دسامبر | ۱۹:۴۵ |

| چارلتون اتلتیک  | ۲ - ۲ | هال سیتی           | ورزشگاه ولی         | ۱۳ دسامبر | ۱۹:۴۵ |
| بیرمنگام سیتی   | ۲ - ۳ | وست برومویچ آلبیون | ورزشگاه سنت اندروز  | ۱۴ دسامبر | ۱۲:۳۰ |
| بارنزلی         | ۵ - ۳ | کویینز پارک رنجرز  | اوکول               | ۱۴ دسامبر | ۱۳:۰۰ |
| برنتفورد        | ۱ - ۰ | فولام              | ورزشگاه گریفین پارک | ۱۴ دسامبر | ۱۳:۰۰ |
| بریستول سیتی    | ۰ - ۲ | بلکبرن روورز       | ورزشگاه اشتون گیت   | ۱۴ دسامبر | ۱۳:۰۰ |
| دربی کانتی      | ۰ - ۱ | میلوال             | ورزشگاه پرید پارک   | ۱۴ دسامبر | ۱۳:۰۰ |
| لیدز یونایتد    | ۳ - ۳ | کاردیف سیتی        | ورزشگاه الاند رود   | ۱۴ دسامبر | ۱۳:۰۰ |
| ناتینگهام فارست | ۰ - ۴ | شفیلد ونزدی        | ورزشگاه سیتی گراند  | ۱۴ دسامبر | ۱۳:۰۰ |
| پرستون نورث اند | ۲ - ۱ | لوتون تاون         | ورزشگاه دیپدایل     | ۱۴ دسامبر | ۱۳:۰۰ |
| استوک سیتی      | ۰ - ۰ | ردینگ              | ورزشگاه بت۳۶۵       | ۱۴ دسامبر | ۱۳:۰۰ |
| سوانزی سیتی     | ۳ - ۱ | میدلزبورو          | ورزشگاه لیبرتی      | ۱۴ دسامبر | ۱۳:۰۰ |
| ویگان اتلتیک    | ۱ - ۱ | هادرزفیلد تاون     | ورزشگاه دی‌دابلیو    | ۱۴ دسامبر | ۱۳:۰۰ |

| میدلزبورو          | ۲ - ۱ | استوک سیتی      | ورزشگاه ریورساید        | ۲۰ دسامبر | ۱۹:۴۵ |
| کاردیف سیتی        | ۰ - ۰ | پرستون نورث اند | ورزشگاه کاردیف سیتی     | ۲۱ دسامبر | ۱۲:۳۰ |
| وست برومویچ آلبیون | ۱ - ۱ | برنتفورد        | ورزشگاه هاوتورنز        | ۲۱ دسامبر | ۱۳:۰۰ |
| فولام              | ۲ - ۱ | لیدز یونایتد    | ورزشگاه کریون کاتج      | ۲۱ دسامبر | ۱۳:۰۰ |
| هادرزفیلد تاون     | ۲ - ۱ | ناتینگهام فارست | ورزشگاه کرکلیس          | ۲۱ دسامبر | ۱۳:۰۰ |
| هال سیتی           | ۳ - ۰ | بیرمنگام سیتی   | ورزشگاه KCOM            | ۲۱ دسامبر | ۱۳:۰۰ |
| لوتون تاون         | ۰ - ۱ | سوانزی سیتی     | ورزشگاه کنیلورث رود     | ۲۱ دسامبر | ۱۳:۰۰ |
| میلوال             | ۱ - ۲ | بارنزلی         | ورزشگاه دن              | ۲۱ دسامبر | ۱۳:۰۰ |
| کویینز پارک رنجرز  | ۲ - ۲ | چارلتون اتلتیک  | ورزشگاه بنیاد پرنس کیان | ۲۱ دسامبر | ۱۳:۰۰ |
| ردینگ              | ۳ - ۰ | دربی کانتی      | ورزشگاه مدیسکی          | ۲۱ دسامبر | ۱۳:۰۰ |
| شفیلد ونزدی        | ۱ - ۰ | بریستول سیتی    | ورزشگاه هیلزبورو        | ۲۲ دسامبر | ۱۲:۰۰ |
| بلکبرن روورز       | ۰ - ۰ | ویگان اتلتیک    | ورزشگاه ایوود پارک      | ۲۳ دسامبر | ۱۹:۴۵ |

#### نیم فصل دوم
| ویگان اتلتیک   | ۱ - ۱ | دربی کانتی         | ورزشگاه دی‌دابلیو    | ۲۶ دسامبر | ۱۵:۰۰ |
| بلکبرن روورز   | ۱ - ۱ | بیرمنگام سیتی      | ورزشگاه ایوود پارک  | ۲۶ دسامبر | ۱۵:۰۰ |
| برنتفورد       | ۳ - ۱ | سوانزی سیتی        | ورزشگاه گریفین پارک | ۲۶ دسامبر | ۱۵:۰۰ |
| کاردیف سیتی    | ۱ - ۱ | میلوال             | ورزشگاه کاردیف سیتی | ۲۶ دسامبر | ۱۵:۰۰ |
| چارلتون اتلتیک | ۳ - ۲ | بریستول سیتی       | ورزشگاه ولی         | ۲۶ دسامبر | ۱۵:۰۰ |
| هال سیتی       | ۰ - ۲ | ناتینگهام فارست    | ورزشگاه KCOM        | ۲۶ دسامبر | ۱۵:۰۰ |
| لوتون تاون     | ۳ - ۳ | فولام              | ورزشگاه کنیلورث رود | ۲۶ دسامبر | ۱۵:۰۰ |
| میدلزبورو      | ۱ - ۰ | هادرزفیلد تاون     | ورزشگاه ریورساید    | ۲۶ دسامبر | ۱۵:۰۰ |
| استوک سیتی     | ۳ - ۲ | شفیلد ونزدی        | ورزشگاه بت۳۶۵       | ۲۶ دسامبر | ۱۵:۰۰ |
| بارنزلی        | ۱ - ۱ | وست برومویچ آلبیون | اوکول               | ۲۶ دسامبر | ۱۵:۰۰ |
| لیدز یونایتد   | ۱ - ۱ | پرستون نورث اند    | ورزشگاه الاند رود   | ۲۶ دسامبر | ۱۷:۱۵ |
| ردینگ          | ۱ - ۰ | کویینز پارک رنجرز  | ورزشگاه مدیسکی      | ۲۶ دسامبر | ۱۹:۳۰ |

| بیرمنگام سیتی      | ۴ - ۵ | لیدز یونایتد   | ورزشگاه سنت اندروز      | ۲۹ دسامبر | ۱۵:۰۰ |
| بریستول سیتی       | ۳ - ۰ | لوتون تاون     | ورزشگاه اشتون گیت       | ۲۹ دسامبر | ۱۵:۰۰ |
| فولام              | ۱ - ۰ | استوک سیتی     | ورزشگاه کریون کاتج      | ۲۹ دسامبر | ۱۵:۰۰ |
| هادرزفیلد تاون     | ۲ - ۱ | بلکبرن روورز   | ورزشگاه کرکلیس          | ۲۹ دسامبر | ۱۵:۰۰ |
| میلوال             | ۱ - ۰ | برنتفورد       | ورزشگاه دن              | ۲۹ دسامبر | ۱۵:۰۰ |
| ناتینگهام فارست    | ۱ - ۰ | ویگان اتلتیک   | ورزشگاه سیتی گراند      | ۲۹ دسامبر | ۱۵:۰۰ |
| پرستون نورث اند    | ۰ - ۲ | ردینگ          | ورزشگاه دیپدایل         | ۲۹ دسامبر | ۱۵:۰۰ |
| کویینز پارک رنجرز  | ۱ - ۲ | هال سیتی       | ورزشگاه بنیاد پرنس کیان | ۲۹ دسامبر | ۱۵:۰۰ |
| شفیلد ونزدی        | ۱ - ۲ | کاردیف سیتی    | ورزشگاه هیلزبورو        | ۲۹ دسامبر | ۱۵:۰۰ |
| سوانزی سیتی        | ۰ - ۰ | بارنزلی        | ورزشگاه لیبرتی          | ۲۹ دسامبر | ۱۵:۰۰ |
| وست برومویچ آلبیون | ۰ - ۲ | میدلزبورو      | ورزشگاه هاوتورنز        | ۲۹ دسامبر | ۱۵:۰۰ |
| دربی کانتی         | ۲ - ۱ | چارلتون اتلتیک | ورزشگاه پرید پارک       | ۳۰ دسامبر | ۱۹:۴۵ |

| میلوال             | ۳ - ۱ | لوتون تاون     | ورزشگاه دن              | ۱ ژانویه | ۱۲:۴۵ |
| بریستول سیتی       | ۰ - ۴ | برنتفورد       | ورزشگاه اشتون گیت       | ۱ ژانویه | ۱۵:۰۰ |
| فولام              | ۱ - ۲ | ردینگ          | ورزشگاه کریون کاتج      | ۱ ژانویه | ۱۵:۰۰ |
| بیرمنگام سیتی      | ۲ - ۳ | ویگان اتلتیک   | ورزشگاه سنت اندروز      | ۱ ژانویه | ۱۵:۰۰ |
| ناتینگهام فارست    | ۳ - ۲ | بلکبرن روورز   | ورزشگاه سیتی گراند      | ۱ ژانویه | ۱۵:۰۰ |
| پرستون نورث اند    | ۰ - ۲ | میدلزبورو      | ورزشگاه دیپدایل         | ۱ ژانویه | ۱۵:۰۰ |
| کویینز پارک رنجرز  | ۶ - ۱ | کاردیف سیتی    | ورزشگاه بنیاد پرنس کیان | ۱ ژانویه | ۱۵:۰۰ |
| شفیلد ونزدی        | ۰ - ۱ | هال سیتی       | ورزشگاه هیلزبورو        | ۱ ژانویه | ۱۵:۰۰ |
| هادرزفیلد تاون     | ۲ - ۵ | استوک سیتی     | ورزشگاه کرکلیس          | ۱ ژانویه | ۱۵:۰۰ |
| وست برومویچ آلبیون | ۱ - ۱ | لیدز یونایتد   | ورزشگاه هاوتورنز        | ۱ ژانویه | ۱۷:۱۵ |
| دربی کانتی         | ۲ - ۱ | بارنزلی        | ورزشگاه پرید پارک       | ۲ ژانویه | ۱۹:۴۵ |
| سوانزی سیتی        | ۱ - ۰ | چارلتون اتلتیک | ورزشگاه لیبرتی          | ۲ ژانویه | ۱۹:۴۵ |

| بارنزلی        | ۲ - ۱ | هادرزفیلد تاون     | اوکول               | ۱۱ ژانویه | ۱۵:۰۰ |
| بلکبرن روورز   | ۱ - ۱ | پرستون نورث اند    | ورزشگاه ایوود پارک  | ۱۱ ژانویه | ۱۵:۰۰ |
| برنتفورد       | ۳ - ۱ | کویینز پارک رنجرز  | ورزشگاه گریفین پارک | ۱۱ ژانویه | ۱۵:۰۰ |
| چارلتون اتلتیک | ۲ - ۲ | وست برومویچ آلبیون | ورزشگاه ولی         | ۱۱ ژانویه | ۱۵:۰۰ |
| هال سیتی       | ۰ - ۱ | فولام              | ورزشگاه KCOM        | ۱۱ ژانویه | ۱۵:۰۰ |
| لیدز یونایتد   | ۰ - ۲ | شفیلد ونزدی        | ورزشگاه الاند رود   | ۱۱ ژانویه | ۱۵:۰۰ |
| لوتون تاون     | ۱ - ۲ | بیرمنگام سیتی      | ورزشگاه کنیلورث رود | ۱۱ ژانویه | ۱۵:۰۰ |
| میدلزبورو      | ۲ - ۲ | دربی کانتی         | ورزشگاه ریورساید    | ۱۱ ژانویه | ۱۵:۰۰ |
| استوک سیتی     | ۰ - ۰ | میلوال             | ورزشگاه بت۳۶۵       | ۱۱ ژانویه | ۱۵:۰۰ |
| ردینگ          | ۱ - ۱ | ناتینگهام فارست    | ورزشگاه مدیسکی      | ۱۱ ژانویه | ۱۵:۰۰ |
| ویگان اتلتیک   | ۰ - ۲ | بریستول سیتی       | ورزشگاه دی‌دابلیو    | ۱۱ ژانویه | ۱۵:۰۰ |
| کاردیف سیتی    | ۰ - ۰ | سوانزی سیتی        | ورزشگاه کاردیف سیتی | ۱۲ ژانویه | ۱۲:۰۰ |

| فولام              | ۱ - ۰ | میدلزبورو      | ورزشگاه کریون کاتج      | ۱۷ ژانویه | ۱۹:۴۵ |
| کویینز پارک رنجرز  | ۱ - ۰ | لیدز یونایتد   | ورزشگاه بنیاد پرنس کیان | ۱۸ ژانویه | ۱۲:۳۰ |
| بیرمنگام سیتی      | ۱ - ۱ | کاردیف سیتی    | ورزشگاه سنت اندروز      | ۱۸ ژانویه | ۱۵:۰۰ |
| بریستول سیتی       | ۱ - ۰ | بارنزلی        | ورزشگاه اشتون گیت       | ۱۸ ژانویه | ۱۵:۰۰ |
| دربی کانتی         | ۱ - ۰ | هال سیتی       | ورزشگاه پرید پارک       | ۱۸ ژانویه | ۱۵:۰۰ |
| هادرزفیلد تاون     | ۰ - ۰ | برنتفورد       | ورزشگاه کرکلیس          | ۱۸ ژانویه | ۱۵:۰۰ |
| میلوال             | ۲ - ۰ | ردینگ          | ورزشگاه دن              | ۱۸ ژانویه | ۱۵:۰۰ |
| پرستون نورث اند    | ۲ - ۱ | چارلتون اتلتیک | ورزشگاه دیپدایل         | ۱۸ ژانویه | ۱۵:۰۰ |
| شفیلد ونزدی        | ۰ - ۵ | بلکبرن روورز   | ورزشگاه هیلزبورو        | ۱۸ ژانویه | ۱۵:۰۰ |
| سوانزی سیتی        | ۲ - ۱ | ویگان اتلتیک   | ورزشگاه لیبرتی          | ۱۸ ژانویه | ۱۵:۰۰ |
| ناتینگهام فارست    | ۳ - ۱ | لوتون تاون     | ورزشگاه سیتی گراند      | ۱۹ ژانویه | ۱۲:۰۰ |
| وست برومویچ آلبیون | ۰ - ۱ | استوک سیتی     | ورزشگاه هاوتورنز        | ۲۰ ژانویه | ۲۰:۰۰ |

| بارنزلی        | ۰ - ۳ | پرستون نورث اند    | اوکول               | ۲۱ ژانویه | ۱۹:۴۵ |
| میدلزبورو      | ۱ - ۱ | بیرمنگام سیتی      | ورزشگاه ریورساید    | ۲۱ ژانویه | ۱۹:۴۵ |
| چارلتون اتلتیک | ۰ - ۰ | فولام              | ورزشگاه ولی         | ۲۲ ژانویه | ۱۹:۴۵ |
| استوک سیتی     | ۲ - ۰ | سوانزی سیتی        | ورزشگاه بت۳۶۵       | ۲۵ ژانویه | ۱۵:۰۰ |
| ویگان اتلتیک   | ۲ - ۱ | شفیلد ونزدی        | ورزشگاه دی‌دابلیو    | ۲۸ ژانویه | ۱۹:۴۵ |
| بلکبرن روورز   | ۲ - ۱ | کویینز پارک رنجرز  | ورزشگاه ایوود پارک  | ۲۸ ژانویه | ۱۹:۴۵ |
| برنتفورد       | ۰ - ۱ | ناتینگهام فارست    | ورزشگاه گریفین پارک | ۲۸ ژانویه | ۱۹:۴۵ |
| کاردیف سیتی    | ۲ - ۱ | وست برومویچ آلبیون | ورزشگاه کاردیف سیتی | ۲۸ ژانویه | ۱۹:۴۵ |
| لیدز یونایتد   | ۳ - ۲ | میلوال             | ورزشگاه الاند رود   | ۲۸ ژانویه | ۱۹:۴۵ |
| لوتون تاون     | ۳ - ۲ | دربی کانتی         | ورزشگاه کنیلورث رود | ۲۸ ژانویه | ۱۹:۴۵ |
| هال سیتی       | ۱ - ۲ | هادرزفیلد تاون     | ورزشگاه KCOM        | ۲۸ ژانویه | ۱۹:۴۵ |
| ردینگ          | ۰ - ۱ | بریستول سیتی       | ورزشگاه مدیسکی      | ۲۸ ژانویه | ۲۰:۰۰ |

| کاردیف سیتی        | ۱ - ۱ | ردینگ           | ورزشگاه کاردیف سیتی     | ۳۱ ژانویه | ۱۹:۴۵ |
| دربی کانتی         | ۴ - ۰ | استوک سیتی      | ورزشگاه پرید پارک       | ۳۱ ژانویه | ۱۹:۴۵ |
| بیرمنگام سیتی      | ۲ - ۱ | ناتینگهام فارست | ورزشگاه سنت اندروز      | ۱ فوریه   | ۱۵:۰۰ |
| چارلتون اتلتیک     | 2 - 1 | بارنزلی         | ورزشگاه ولی             | ۱ فوریه   | ۱۵:۰۰ |
| فولام              | ۳ - ۲ | هادرزفیلد تاون  | ورزشگاه کریون کاتج      | ۱ فوریه   | ۱۵:۰۰ |
| هال سیتی           | ۱ - ۵ | برنتفورد        | ورزشگاه KCOM            | ۱ فوریه   | ۱۵:۰۰ |
| لیدز یونایتد       | ۰ - ۱ | ویگان اتلتیک    | ورزشگاه الاند رود       | ۱ فوریه   | ۱۵:۰۰ |
| میدلزبورو          | ۱ - ۱ | بلکبرن روورز    | ورزشگاه ریورساید        | ۱ فوریه   | ۱۵:۰۰ |
| پرستون نورث اند    | ۱ - ۱ | سوانزی سیتی     | ورزشگاه دیپدایل         | ۱ فوریه   | ۱۵:۰۰ |
| کویینز پارک رنجرز  | ۰ - ۱ | بریستول سیتی    | ورزشگاه بنیاد پرنس کیان | ۱ فوریه   | ۱۵:۰۰ |
| شفیلد ونزدی        | ۰ - ۰ | میلوال          | ورزشگاه هیلزبورو        | ۱ فوریه   | ۱۵:۰۰ |
| وست برومویچ آلبیون | ۲ - ۰ | لوتون تاون      | ورزشگاه هاوتورنز        | ۱ فوریه   | ۱۵:۰۰ |

| بریستول سیتی    | ۱ - ۳ | بیرمنگام سیتی      | ورزشگاه اشتون گیت   | ۷ فوریه | ۱۹:۴۵ |
| ویگان اتلتیک    | ۱ - ۲ | پرستون نورث اند    | ورزشگاه دی‌دابلیو    | ۸ فوریه | ۱۲:۳۰ |
| بارنزلی         | ۱ - ۱ | شفیلد ونزدی        | اوکول               | ۸ فوریه | ۱۳:۳۰ |
| بلکبرن روورز    | ۰ - ۱ | فولام              | ورزشگاه ایوود پارک  | ۸ فوریه | ۱۵:۰۰ |
| برنتفورد        | ۳ - ۲ | میدلزبورو          | ورزشگاه گریفین پارک | ۸ فوریه | ۱۵:۰۰ |
| هادرزفیلد تاون  | ۲ - ۰ | کویینز پارک رنجرز  | ورزشگاه کرکلیس      | ۸ فوریه | ۱۵:۰۰ |
| لوتون تاون      | ۰ - ۱ | کاردیف سیتی        | ورزشگاه کنیلورث رود | ۸ فوریه | ۱۵:۰۰ |
| ردینگ           | ۱ - ۱ | هال سیتی           | ورزشگاه مدیسکی      | ۸ فوریه | ۱۵:۰۰ |
| استوک سیتی      | ۳ - ۱ | چارلتون اتلتیک     | ورزشگاه بت۳۶۵       | ۸ فوریه | ۱۵:۰۰ |
| سوانزی سیتی     | ۲ - ۳ | دربی کانتی         | ورزشگاه لیبرتی      | ۸ فوریه | ۱۵:۰۰ |
| ناتینگهام فارست | ۲ - ۰ | لیدز یونایتد       | ورزشگاه سیتی گراند  | ۸ فوریه | ۱۷:۳۰ |
| میلوال          | ۰ - ۲ | وست برومویچ آلبیون | ورزشگاه دن          | ۹ فوریه | ۱۳:۳۰ |

| بارنزلی         | ۰ - ۱ | بیرمنگام سیتی      | اوکول               | ۱۱ فوریه | ۱۹:۴۵ |
| بلکبرن روورز    | ۳ - ۰ | هال سیتی           | ورزشگاه ایوود پارک  | ۱۱ فوریه | ۱۹:۴۵ |
| برنتفورد        | ۱ - ۱ | لیدز یونایتد       | ورزشگاه گریفین پارک | ۱۱ فوریه | ۱۹:۴۵ |
| ناتینگهام فارست | ۰ - ۱ | چارلتون اتلتیک     | ورزشگاه سیتی گراند  | ۱۱ فوریه | ۱۹:۴۵ |
| سوانزی سیتی     | ۰ - ۰ | کویینز پارک رنجرز  | ورزشگاه لیبرتی      | ۱۱ فوریه | ۱۹:۴۵ |
| ویگان اتلتیک    | ۲ - ۲ | میدلزبورو          | ورزشگاه دی‌دابلیو    | ۱۱ فوریه | ۱۹:۴۵ |
| بریستول سیتی    | ۳ - ۲ | دربی کانتی         | ورزشگاه اشتون گیت   | ۱۲ فوریه | ۱۹:۴۵ |
| هادرزفیلد تاون  | ۰ - ۳ | کاردیف سیتی        | ورزشگاه کرکلیس      | ۱۲ فوریه | ۱۹:۴۵ |
| لوتون تاون      | ۱ - ۰ | شفیلد ونزدی        | ورزشگاه الاند رود   | ۱۲ فوریه | ۱۹:۴۵ |
| میلوال          | ۱ - ۱ | فولام              | ورزشگاه دن          | ۱۲ فوریه | ۱۹:۴۵ |
| ردینگ           | ۱ - ۲ | وست برومویچ آلبیون | ورزشگاه مدیسکی      | ۱۲ فوریه | ۲۰:۰۰ |
| استوک سیتی      | ۰ - ۲ | پرستون نورث اند    | ورزشگاه بت۳۶۵       | ۱۲ فوریه | ۲۰:۰۰ |

| هال سیتی           | ۴ - ۴ | سوانزی سیتی     | ورزشگاه KCOM            | ۱۴ فوریه | ۱۹:۴۵ |
| وست برومویچ آلبیون | ۲ - ۲ | ناتینگهام فارست | ورزشگاه هاوتورنز        | ۱۵ فوریه | ۱۲:۳۰ |
| بیرمنگام سیتی      | ۱ - ۱ | برنتفورد        | ورزشگاه سنت اندروز      | ۱۵ فوریه | ۱۵:۰۰ |
| کاردیف سیتی        | ۲ - ۲ | ویگان اتلتیک    | ورزشگاه کاردیف سیتی     | ۱۵ فوریه | ۱۵:۰۰ |
| چارلتون اتلتیک     | ۰ - ۲ | بلکبرن روورز    | ورزشگاه ولی             | ۱۵ فوریه | ۱۵:۰۰ |
| دربی کانتی         | ۱ - ۱ | هادرزفیلد تاون  | ورزشگاه پرید پارک       | ۱۵ فوریه | ۱۵:۰۰ |
| فولام              | ۰ - ۳ | بارنزلی         | ورزشگاه کریون کاتج      | ۱۵ فوریه | ۱۵:۰۰ |
| لیدز یونایتد       | ۱ - ۰ | بریستول سیتی    | ورزشگاه الاند رود       | ۱۵ فوریه | ۱۵:۰۰ |
| میدلزبورو          | ۰ - ۱ | لوتون تاون      | ورزشگاه ریورساید        | ۱۵ فوریه | ۱۵:۰۰ |
| پرستون نورث اند    | ۰ - ۱ | میلوال          | ورزشگاه دیپدایل         | ۱۵ فوریه | ۱۵:۰۰ |
| کویینز پارک رنجرز  | ۴ - ۲ | استوک سیتی      | ورزشگاه بنیاد پرنس کیان | ۱۵ فوریه | ۱۵:۰۰ |
| شفیلد ونزدی        | ۰ - ۳ | ردینگ           | ورزشگاه هیلزبورو        | ۱۵ فوریه | ۱۵:۰۰ |

| دربی کانتی      | ۱ - ۱ | فولام              | ورزشگاه پرید پارک   | ۲۱ فوریه | ۱۹:۴۵ |
| برنتفورد        | ۲ - ۲ | بلکبرن روورز       | ورزشگاه گریفین پارک | ۲۲ فوریه | ۱۲:۳۰ |
| بارنزلی         | ۱ - ۰ | میدلزبورو          | اوکول               | ۲۲ فوریه | ۱۵:۰۰ |
| بیرمنگام سیتی   | ۳ - ۳ | شفیلد ونزدی        | ورزشگاه سنت اندروز  | ۲۲ فوریه | ۱۵:۰۰ |
| بریستول سیتی    | ۰ - ۳ | وست برومویچ آلبیون | ورزشگاه اشتون گیت   | ۲۲ فوریه | ۱۵:۰۰ |
| چارلتون اتلتیک  | ۳ - ۱ | لوتون تاون         | ورزشگاه ولی         | ۲۲ فوریه | ۱۵:۰۰ |
| لیدز یونایتد    | ۱ - ۰ | ردینگ              | ورزشگاه الاند رود   | ۲۲ فوریه | ۱۵:۰۰ |
| ناتینگهام فارست | ۰ - ۰ | کویینز پارک رنجرز  | ورزشگاه سیتی گراند  | ۲۲ فوریه | ۱۵:۰۰ |
| پرستون نورث اند | ۲ - ۱ | هال سیتی           | ورزشگاه دیپدایل     | ۲۲ فوریه | ۱۵:۰۰ |
| استوک سیتی      | ۲ - ۰ | کاردیف سیتی        | ورزشگاه بت۳۶۵       | ۲۲ فوریه | ۱۵:۰۰ |
| سوانزی سیتی     | ۳ - ۱ | هادرزفیلد تاون     | ورزشگاه لیبرتی      | ۲۲ فوریه | ۱۵:۰۰ |
| ویگان اتلتیک    | ۱ - ۰ | میلوال             | ورزشگاه دی‌دابلیو    | ۲۲ فوریه | ۱۵:۰۰ |

| کاردیف سیتی        | ۰ - ۱ | ناتینگهام فارست | ورزشگاه کاردیف سیتی     | ۲۵ فوریه | ۱۹:۴۵ |
| هادرزفیلد تاون     | 2 - 1 | بریستول سیتی    | ورزشگاه کرکلیس          | ۲۵ فوریه | ۱۹:۴۵ |
| لوتون تاون         | ۲ - ۱ | برنتفورد        | ورزشگاه کنیلورث رود     | ۲۵ فوریه | ۱۹:۴۵ |
| کویینز پارک رنجرز  | ۲ - ۱ | دربی کانتی      | ورزشگاه بنیاد پرنس کیان | ۲۵ فوریه | ۱۹:۴۵ |
| وست برومویچ آلبیون | ۲ - ۰ | پرستون نورث اند | ورزشگاه هاوتورنز        | ۲۵ فوریه | ۲۰:۰۰ |
| فولام              | ۱ - ۰ | سوانزی سیتی     | ورزشگاه کریون کاتج      | ۲۶ فوریه | ۱۹:۴۵ |
| بلکبرن روورز       | ۰ - ۰ | استوک سیتی      | ورزشگاه ایوود پارک      | ۲۶ فوریه | ۱۹:۴۵ |
| هال سیتی           | ۰ - ۱ | بارنزلی         | ورزشگاه KCOM            | ۲۶ فوریه | ۱۹:۴۵ |
| میدلزبورو          | ۰ - ۱ | لیدز یونایتد    | ورزشگاه ریورساید        | ۲۶ فوریه | ۱۹:۴۵ |
| میلوال             | ۰ - ۰ | بیرمنگام سیتی   | ورزشگاه دن              | ۲۶ فوریه | ۱۹:۴۵ |
| شفیلد ونزدی        | ۱ - ۰ | چارلتون اتلتیک  | ورزشگاه هیلزبورو        | ۲۶ فوریه | ۱۹:۴۵ |
| ردینگ              | ۰ - ۳ | ویگان اتلتیک    | ورزشگاه مدیسکی          | ۲۶ فوریه | ۲۰:۰۰ |

| هال سیتی           | ۰ - ۴ | لیدز یونایتد    | ورزشگاه KCOM            | ۲۹ فوریه | ۱۲:۳۰ |
| بلکبرن روورز       | ۲ - ۲ | سوانزی سیتی     | ورزشگاه ایوود پارک      | ۲۹ فوریه | ۱۵:۰۰ |
| کاردیف سیتی        | ۲ - ۲ | برنتفورد        | ورزشگاه کاردیف سیتی     | ۲۹ فوریه | ۱۵:۰۰ |
| فولام              | ۲ - ۰ | پرستون نورث اند | ورزشگاه کریون کاتج      | ۲۹ فوریه | ۱۵:۰۰ |
| هادرزفیلد تاون     | ۴ - ۰ | چارلتون اتلتیک  | ورزشگاه کرکلیس          | ۲۹ فوریه | ۱۵:۰۰ |
| لوتون تاون         | ۱ - ۱ | استوک سیتی      | ورزشگاه کنیلورث رود     | ۲۹ فوریه | ۱۵:۰۰ |
| میلوال             | ۱ - ۱ | بریستول سیتی    | ورزشگاه دن              | ۲۹ فوریه | ۱۵:۰۰ |
| کویینز پارک رنجرز  | ۲ - ۲ | بیرمنگام سیتی   | ورزشگاه بنیاد پرنس کیان | ۲۹ فوریه | ۱۵:۰۰ |
| ردینگ              | ۲ - ۰ | بارنزلی         | ورزشگاه مدیسکی          | ۲۹ فوریه | ۱۵:۰۰ |
| شفیلد ونزدی        | ۱ - ۳ | دربی کانتی      | ورزشگاه هیلزبورو        | ۲۹ فوریه | ۱۵:۰۰ |
| وست برومویچ آلبیون | ۰ - ۱ | ویگان اتلتیک    | ورزشگاه هاوتورنز        | ۲۹ فوریه | ۱۵:۰۰ |
| میدلزبورو          | ۲ - ۲ | ناتینگهام فارست | ورزشگاه ریورساید        | ۲ مارس   | ۱۹:۴۵ |

| ناتینگهام فارست | ۰ - ۳ | میلوال             | ورزشگاه سیتی گراند  | ۶ مارس | ۱۹:۴۵ |
| بریستول سیتی    | ۱ - ۱ | فولام              | ورزشگاه اشتون گیت   | ۷ مارس | ۱۲:۳۰ |
| بارنزلی         | ۰ - ۲ | کاردیف سیتی        | اوکول               | ۷ مارس | ۱۵:۰۰ |
| بیرمنگام سیتی   | ۱ - ۳ | ردینگ              | ورزشگاه سنت اندروز  | ۷ مارس | ۱۵:۰۰ |
| برنتفورد        | ۵ - ۰ | شفیلد ونزدی        | ورزشگاه گریفین پارک | ۷ مارس | ۱۵:۰۰ |
| چارلتون اتلتیک  | ۰ - ۱ | میدلزبورو          | ورزشگاه ولی         | ۷ مارس | ۱۵:۰۰ |
| لیدز یونایتد    | ۲ - ۰ | هادرزفیلد تاون     | ورزشگاه الاند رود   | ۷ مارس | ۱۵:۰۰ |
| پرستون نورث اند | ۱ - ۳ | کویینز پارک رنجرز  | ورزشگاه دیپدایل     | ۷ مارس | ۱۵:۰۰ |
| استوک سیتی      | ۵ - ۱ | هال سیتی           | ورزشگاه بت۳۶۵       | ۷ مارس | ۱۵:۰۰ |
| سوانزی سیتی     | ۰ - ۰ | وست برومویچ آلبیون | ورزشگاه لیبرتی      | ۷ مارس | ۱۵:۰۰ |
| ویگان اتلتیک    | ۰ - ۰ | لوتون تاون         | ورزشگاه دی‌دابلیو    | ۷ مارس | ۱۵:۰۰ |
| دربی کانتی      | ۳ - ۰ | بلکبرن روورز       | ورزشگاه پرید پارک   | ۸ مارس | ۱۵:۰۰ |

| فولام              | ۰ - ۲ | برنتفورد        | ورزشگاه کریون کاتج      | ۲۰ ژوئن | ۱۲:۳۰ |
| میدلزبورو          | ۰ - ۳ | سوانزی سیتی     | ورزشگاه ریورساید        | ۲۰ ژوئن | ۱۲:۳۰ |
| میلوال             | ۲ - ۳ | دربی کانتی      | ورزشگاه دن              | ۲۰ ژوئن | ۱۳:۰۰ |
| بلکبرن روورز       | ۳ - ۱ | بریستول سیتی    | ورزشگاه ایوود پارک      | ۲۰ ژوئن | ۱۵:۰۰ |
| هادرزفیلد تاون     | ۰ - ۲ | ویگان اتلتیک    | ورزشگاه کرکلیس          | ۲۰ ژوئن | ۱۵:۰۰ |
| هال سیتی           | ۰ - ۱ | چارلتون اتلتیک  | ورزشگاه KCOM            | ۲۰ ژوئن | ۱۵:۰۰ |
| لوتون تاون         | ۱ - ۱ | پرستون نورث اند | ورزشگاه کنیلورث رود     | ۲۰ ژوئن | ۱۵:۰۰ |
| کویینز پارک رنجرز  | ۰ - ۱ | بارنزلی         | ورزشگاه بنیاد پرنس کیان | ۲۰ ژوئن | ۱۵:۰۰ |
| ردینگ              | ۱ - ۱ | استوک سیتی      | ورزشگاه مدیسکی          | ۲۰ ژوئن | ۱۵:۰۰ |
| شفیلد ونزدی        | ۱ - ۱ | ناتینگهام فارست | ورزشگاه هیلزبورو        | ۲۰ ژوئن | ۱۵:۰۰ |
| وست برومویچ آلبیون | ۰ - ۰ | بیرمنگام سیتی   | ورزشگاه هاوتورنز        | ۲۰ ژوئن | ۱۵:۰۰ |
| کاردیف سیتی        | ۲ - ۰ | لیدز یونایتد    | ورزشگاه کاردیف سیتی     | ۲۱ ژوئن | ۱۲:۰۰ |

| برنتفورد        | ۱ - ۰ | وست برومویچ آلبیون | ورزشگاه گریفین پارک | ۲۶ ژوئن | ۱۹:۴۵ |
| چارلتون اتلتیک  | ۱ - ۰ | کویینز پارک رنجرز  | ورزشگاه ولی         | ۲۷ ژوئن | ۱۲:۳۰ |
| پرستون نورث اند | ۱ - ۳ | کاردیف سیتی        | ورزشگاه دیپدایل     | ۲۷ ژوئن | ۱۲:۳۰ |
| سوانزی سیتی     | ۰ - ۱ | لوتون تاون         | ورزشگاه لیبرتی      | ۲۷ ژوئن | ۱۲:۳۰ |
| بارنزلی         | ۰ - ۰ | میلوال             | اوکول               | ۲۷ ژوئن | ۱۳:۰۰ |
| دربی کانتی      | ۲ - ۱ | ردینگ              | ورزشگاه پرید پارک   | ۲۷ ژوئن | ۱۳:۰۰ |
| بیرمنگام سیتی   | ۳ - ۳ | هال سیتی           | ورزشگاه سنت اندروز  | ۲۷ ژوئن | ۱۵:۰۰ |
| لیدز یونایتد    | ۳ - ۰ | فولام              | ورزشگاه الاند رود   | ۲۷ ژوئن | ۱۵:۰۰ |
| استوک سیتی      | ۰ - ۲ | میدلزبورو          | ورزشگاه بت۳۶۵       | ۲۷ ژوئن | ۱۵:۰۰ |
| ویگان اتلتیک    | ۲ - ۰ | بلکبرن روورز       | ورزشگاه دی‌دابلیو    | ۲۷ ژوئن | ۱۵:۰۰ |
| بریستول سیتی    | ۱ - ۲ | شفیلد ونزدی        | ورزشگاه اشتون گیت   | ۲۸ ژوئن | ۱۲:۰۰ |
| ناتینگهام فارست | ۳ - ۱ | هادرزفیلد تاون     | ورزشگاه سیتی گراند  | ۲۸ ژوئن | ۱۴:۱۵ |

| میلوال            | ۱ - ۱ | سوانزی سیتی        | ورزشگاه دن              | ۳۰ ژوئن | ۱۷:۰۰ |
| بارنزلی           | ۲ - ۰ | بلکبرن روورز       | اوکول                   | ۳۰ ژوئن | ۱۸:۰۰ |
| کاردیف سیتی       | ۰ - ۰ | چارلتون اتلتیک     | ورزشگاه کاردیف سیتی     | ۳۰ ژوئن | ۱۸:۰۰ |
| ردینگ             | ۰ - ۳ | برنتفورد           | ورزشگاه مدیسکی          | ۳۰ ژوئن | ۱۸:۰۰ |
| کویینز پارک رنجرز | ۱ - ۲ | فولام              | ورزشگاه بنیاد پرنس کیان | ۳۰ ژوئن | ۱۸:۳۰ |
| لیدز یونایتد      | ۱ - ۱ | لوتون تاون         | ورزشگاه الاند رود       | ۳۰ ژوئن | ۱۹:۴۵ |
| ویگان اتلتیک      | ۳ - ۰ | استوک سیتی         | ورزشگاه دی‌دابلیو        | ۳۰ ژوئن | ۱۹:۴۵ |
| پرستون نورث اند   | ۰ - ۱ | دربی کانتی         | ورزشگاه دیپدایل         | ۱ ژوئیه | ۱۷:۰۰ |
| بیرمنگام سیتی     | ۰ - ۳ | هادرزفیلد تاون     | ورزشگاه سنت اندروز      | ۱ ژوئیه | ۱۸:۰۰ |
| ناتینگهام فارست   | ۱ - ۰ | بریستول سیتی       | ورزشگاه سیتی گراند      | ۱ ژوئیه | ۱۸:۰۰ |
| شفیلد ونزدی       | ۰ - ۳ | وست برومویچ آلبیون | ورزشگاه هیلزبورو        | ۱ ژوئیه | ۱۹:۴۵ |
| هال سیتی          | ۲ - ۱ | میدلزبورو          | ورزشگاه KCOM            | ۲ ژوئیه | ۱۷:۰۰ |

| چارلتون اتلتیک     | ۰ - ۱ | میلوال            | ورزشگاه ولی         | ۳ ژوئیه | ۲۰:۱۵ |
| دربی کانتی         | ۱ - ۱ | ناتینگهام فارست   | ورزشگاه پرید پارک   | ۴ ژوئیه | ۱۲:۳۰ |
| بلکبرن روورز       | ۱ - ۳ | لیدز یونایتد      | ورزشگاه ایوود پارک  | ۴ ژوئیه | ۱۵:۰۰ |
| برنتفورد           | ۳ - ۰ | ویگان اتلتیک      | ورزشگاه گریفین پارک | ۴ ژوئیه | ۱۵:۰۰ |
| بریستول سیتی       | ۰ - ۱ | کاردیف سیتی       | ورزشگاه اشتون گیت   | ۴ ژوئیه | ۱۵:۰۰ |
| فولام              | ۱ - ۰ | بیرمنگام سیتی     | ورزشگاه کریون کاتج  | ۴ ژوئیه | ۱۵:۰۰ |
| هادرزفیلد تاون     | ۰ - ۰ | پرستون نورث اند   | ورزشگاه کرکلیس      | ۴ ژوئیه | ۱۵:۰۰ |
| لوتون تاون         | ۰ - ۵ | ردینگ             | ورزشگاه کنیلورث رود | ۴ ژوئیه | ۱۵:۰۰ |
| استوک سیتی         | ۴ - ۰ | بارنزلی           | ورزشگاه بت۳۶۵       | ۴ ژوئیه | ۱۵:۰۰ |
| سوانزی سیتی        | ۲ - ۱ | شفیلد ونزدی       | ورزشگاه لیبرتی      | ۵ ژوئیه | ۱۲:۰۰ |
| میدلزبورو          | ۰ - ۱ | کویینز پارک رنجرز | ورزشگاه ریورساید    | ۵ ژوئیه | ۱۴:۰۰ |
| وست برومویچ آلبیون | ۴ - ۲ | هال سیتی          | ورزشگاه هاوتورنز    | ۵ ژوئیه | ۱۵:۰۰ |

| ناتینگهام فارست    | ۰ - ۱ | فولام             | ورزشگاه سیتی گراند  | ۷ ژوئیه | ۱۷:۰۰ |
| برنتفورد           | ۲ - ۱ | چارلتون اتلتیک    | ورزشگاه گریفین پارک | ۷ ژوئیه | ۱۸:۰۰ |
| لوتون تاون         | ۱ - ۱ | بارنزلی           | ورزشگاه کنیلورث رود | ۷ ژوئیه | ۱۸:۰۰ |
| ردینگ              | ۰ - ۰ | هادرزفیلد تاون    | ورزشگاه مدیسکی      | ۷ ژوئیه | ۱۸:۰۰ |
| کاردیف سیتی        | ۲ - ۳ | بلکبرن روورز      | ورزشگاه کاردیف سیتی | ۷ ژوئیه | ۱۹:۴۵ |
| میلوال             | ۰ - ۲ | میدلزبورو         | ورزشگاه دن          | ۸ ژوئیه | ۱۵:۰۰ |
| وست برومویچ آلبیون | ۲ - ۰ | دربی کانتی        | ورزشگاه هاوتورنز    | ۸ ژوئیه | ۱۷:۰۰ |
| بیرمنگام سیتی      | ۱ - ۳ | سوانزی سیتی       | ورزشگاه سنت اندروز  | ۸ ژوئیه | ۱۸:۰۰ |
| بریستول سیتی       | ۲ - ۱ | هال سیتی          | ورزشگاه اشتون گیت   | ۸ ژوئیه | ۱۸:۰۰ |
| ویگان اتلتیک       | ۱ - ۰ | کویینز پارک رنجرز | ورزشگاه دی‌دابلیو    | ۸ ژوئیه | ۱۸:۰۰ |
| شفیلد ونزدی        | ۱ - ۳ | پرستون نورث اند   | ورزشگاه هیلزبورو    | ۸ ژوئیه | ۱۹:۴۵ |
| لیدز یونایتد       | ۵ - ۰ | استوک سیتی        | ورزشگاه الاند رود   | ۹ ژوئیه | ۱۷:۰۰ |

| هادرزفیلد تاون    | ۰ - ۲ | لوتون تاون         | ورزشگاه کرکلیس          | ۱۰ ژوئیه | ۱۸:۰۰ |
| فولام             | ۲ - ۰ | کاردیف سیتی        | ورزشگاه کریون کاتج      | ۱۰ ژوئیه | ۲۰:۱۵ |
| چارلتون اتلتیک    | ۰ - ۱ | ردینگ              | ورزشگاه ولی             | ۱۱ ژوئیه | ۱۲:۳۰ |
| دربی کانتی        | ۱ - ۳ | برنتفورد           | ورزشگاه پرید پارک       | ۱۱ ژوئیه | ۱۲:۳۰ |
| بارنزلی           | ۰ - ۰ | ویگان اتلتیک       | اوکول                   | ۱۱ ژوئیه | ۱۵:۰۰ |
| بلکبرن روورز      | ۱ - ۱ | وست برومویچ آلبیون | ورزشگاه ایوود پارک      | ۱۱ ژوئیه | ۱۵:۰۰ |
| هال سیتی          | ۰ - ۱ | میلوال             | ورزشگاه KCOM            | ۱۱ ژوئیه | ۱۵:۰۰ |
| میدلزبورو         | ۱ - ۳ | بریستول سیتی       | ورزشگاه ریورساید        | ۱۱ ژوئیه | ۱۵:۰۰ |
| پرستون نورث اند   | ۱ - ۱ | ناتینگهام فارست    | ورزشگاه دیپدایل         | ۱۱ ژوئیه | ۱۵:۰۰ |
| کویینز پارک رنجرز | ۰ - ۳ | شفیلد ونزدی        | ورزشگاه بنیاد پرنس کیان | ۱۱ ژوئیه | ۱۵:۰۰ |
| استوک سیتی        | ۲ - ۰ | بیرمنگام سیتی      | ورزشگاه بت۳۶۵           | ۱۲ ژوئیه | ۱۳:۳۰ |
| سوانزی سیتی       | ۰ - ۱ | لیدز یونایتد       | ورزشگاه لیبرتی          | ۱۲ ژوئیه | ۱۳:۳۰ |

| وست برومویچ آلبیون | ۰ - ۰ | فولام             | ورزشگاه هاوتورنز    | ۱۴ ژوئیه | ۱۷:۰۰ |
| ردینگ              | ۱ - ۲ | میدلزبورو         | ورزشگاه مدیسکی      | ۱۴ ژوئیه | ۱۸:۰۰ |
| ویگان اتلتیک       | ۸ - ۰ | هال سیتی          | ورزشگاه دی‌دابلیو    | ۱۴ ژوئیه | ۱۸:۰۰ |
| کاردیف سیتی        | ۲ - ۱ | دربی کانتی        | ورزشگاه کاردیف سیتی | ۱۴ ژوئیه | ۱۹:۴۵ |
| لوتون تاون         | ۱ - ۱ | کویینز پارک رنجرز | ورزشگاه کنیلورث رود | ۱۴ ژوئیه | ۱۹:۴۵ |
| میلوال             | ۲ - ۱ | بلکبرن روورز      | ورزشگاه دن          | ۱۴ ژوئیه | ۱۹:۴۵ |
| شفیلد ونزدی        | ۰ - ۰ | هادرزفیلد تاون    | ورزشگاه هیلزبورو    | ۱۴ ژوئیه | ۱۹:۴۵ |
| برنتفورد           | ۱ - ۰ | پرستون نورث اند   | ورزشگاه گریفین پارک | ۱۵ ژوئیه | ۱۷:۰۰ |
| بریستول سیتی       | ۱ - ۱ | استوک سیتی        | ورزشگاه اشتون گیت   | ۱۵ ژوئیه | ۱۷:۰۰ |
| بیرمنگام سیتی      | ۱ - ۱ | چارلتون اتلتیک    | ورزشگاه سنت اندروز  | ۱۵ ژوئیه | ۱۸:۰۰ |
| ناتینگهام فارست    | ۲ - ۲ | سوانزی سیتی       | ورزشگاه سیتی گراند  | ۱۵ ژوئیه | ۱۸:۰۰ |
| لیدز یونایتد       | ۱ - ۰ | بارنزلی           | ورزشگاه الاند رود   | ۱۶ ژوئیه | ۱۷:۰۰ |

| هادرزفیلد تاون    | ۲ - ۱ | وست برومویچ آلبیون | ورزشگاه کرکلیس          | ۱۷ ژوئیه | ۱۷:۳۰ |
| چارلتون اتلتیک    | ۲ - ۲ | ویگان اتلتیک       | ورزشگاه ولی             | ۱۸ ژوئیه | ۱۲:۳۰ |
| استوک سیتی        | ۱ - ۰ | برنتفورد           | ورزشگاه بت۳۶۵           | ۱۸ ژوئیه | ۱۲:۳۰ |
| بلکبرن روورز      | ۴ - ۳ | ردینگ              | ورزشگاه ایوود پارک      | ۱۸ ژوئیه | ۱۵:۰۰ |
| فولام             | ۵ - ۳ | شفیلد ونزدی        | ورزشگاه کریون کاتج      | ۱۸ ژوئیه | ۱۵:۰۰ |
| هال سیتی          | ۰ - ۱ | لوتون تاون         | ورزشگاه KCOM            | ۱۸ ژوئیه | ۱۵:۰۰ |
| میدلزبورو         | ۱ - ۳ | کاردیف سیتی        | ورزشگاه ریورساید        | ۱۸ ژوئیه | ۱۵:۰۰ |
| پرستون نورث اند   | ۲ - ۰ | بیرمنگام سیتی      | ورزشگاه دیپدایل         | ۱۸ ژوئیه | ۱۵:۰۰ |
| کویینز پارک رنجرز | ۴ - ۳ | میلوال             | ورزشگاه بنیاد پرنس کیان | ۱۸ ژوئیه | ۱۵:۰۰ |
| سوانزی سیتی       | ۱ - ۰ | بریستول سیتی       | ورزشگاه لیبرتی          | ۱۸ ژوئیه | ۱۵:۰۰ |
| دربی کانتی        | ۱ - ۳ | لیدز یونایتد (C)   | ورزشگاه پرید پارک       | ۱۹ ژوئیه | ۱۴:۰۰ |
| بارنزلی           | ۱ - ۰ | ناتینگهام فارست    | اوکول                   | ۱۹ ژوئیه | ۱۵:۰۰ |

| بیرمنگام سیتی      | ۱ - ۳ | دربی کانتی        | ورزشگاه سنت اندروز  | ۲۲ ژوئیه | ۱۹:۳۰ |
| برنتفورد           | ۱ - ۲ | بارنزلی           | ورزشگاه گریفین پارک | ۲۲ ژوئیه | ۱۹:۳۰ |
| بریستول سیتی       | ۱ - ۱ | پرستون نورث اند   | ورزشگاه اشتون گیت   | ۲۲ ژوئیه | ۱۹:۳۰ |
| کاردیف سیتی        | ۳ - ۰ | هال سیتی          | ورزشگاه کاردیف سیتی | ۲۲ ژوئیه | ۱۹:۳۰ |
| لیدز یونایتد       | ۴ - ۰ | چارلتون اتلتیک    | ورزشگاه الاند رود   | ۲۲ ژوئیه | ۱۹:۳۰ |
| لوتون تاون         | ۳ - ۲ | بلکبرن روورز      | ورزشگاه کنیلورث رود | ۲۲ ژوئیه | ۱۹:۳۰ |
| میلوال             | ۴ - ۱ | هادرزفیلد تاون    | ورزشگاه دن          | ۲۲ ژوئیه | ۱۹:۳۰ |
| ناتینگهام فارست    | ۱ - ۴ | استوک سیتی        | ورزشگاه سیتی گراند  | ۲۲ ژوئیه | ۱۹:۳۰ |
| ردینگ              | ۱ - ۴ | سوانزی سیتی       | ورزشگاه مدیسکی      | ۲۲ ژوئیه | ۱۹:۳۰ |
| شفیلد ونزدی        | 1 - ۲ | میدلزبورو         | ورزشگاه هیلزبورو    | ۲۲ ژوئیه | ۱۹:۳۰ |
| وست برومویچ آلبیون | ۲ - ۲ | کویینز پارک رنجرز | ورزشگاه هاوتورنز    | ۲۲ ژوئیه | ۱۹:۳۰ |
| ویگان اتلتیک       | ۱ - ۱ | فولام             | ورزشگاه دی‌دابلیو    | ۲۲ ژوئیه | ۱۹:۳۰ |

## بازی‌های پلی‌آف

### بازی‌های نیمه نهایی
| ۲۶ ژوئیه ۲۰۲۰، ۱۸:۳۰ | سوانزی سیتی | ۱:۰ (۰:۰) | برنتفورد | سوانزی                                        |
|                      | ایو ۸۲'     | گزارش     |          | ورزشگاه: لیبرتی تماشاگران: ۰ داور: کیث استرود |

| ۲۷ ژوئیه ۲۰۲۰، ۱۹:۴۵ | کاردیف سیتی | ۰:۲ (۰:۰) | فولام                    | کاردیف                                                |
|                      |             | گزارش     | اونوما ۴۹' · کبانو ۹۰+۱' | ورزشگاه: کاردیف سیتی تماشاگران: ۰ داور: جف الترینگهام |

| ۲۹ ژوئیه ۲۰۲۰، ۱۹:۴۵ | برنتفورد                                 | ۳:۱ (۲:۰) | سوانزی سیتی | لندن                                                 |
|                      | وات-ینز ۱۱' · مارکوندس ۱۵' · امبوئمو ۴۶' | گزارش     | برستر ۷۸'   | ورزشگاه: گریفین پارک تماشاگران: ۰ داور: کریس کاواناگ |

| ۳۰ ژوئیه ۲۰۲۰، ۱۹:۴۵ | فولام    | ۱:۲ (۱:۱) | کاردیف سیتی           | لندن                                             |
|                      | کبانو ۹' | گزارش     | نلسون ۸' · تاملین ۴۷' | ورزشگاه: کریون کاتج تماشاگران: ۰ داور: پول تیرنی |

### فینال
| ۴ اوت ۲۰۲۰، ۱۹:۴۵ | برنتفورد        | ۲:۱ (۰:۰ ، ۰:۰) | فولام             | لندن                                 |
|                   | دالسگارد ۱۲۰+۳' | گزارش           | برایان ۱۰۵'، ۱۱۸' | ورزشگاه: ومبلی داور: مارتین اتکینسون |

| برنتفورد | V | فولام |

| فولام به دسته برتر فوتبال انگلستان صعود کرد. |
| -------------------------------------------- |

## آمار فصل
| رتبه | بازیکن            | باشگاه                           | گل‌ها |
| --- | ----------------- | -------------------------------- | ---- |
| ۱ | الکساندر میتروویچ | فولام                            | ۲۶   |
| ۱ | اولی واتکینز      | برنتفورد                         | ۲۶   |
| ۳ | لویس گرابان       | ناتینگهام فارست                  | ۲۰   |
| ۴ | کارلان گرانت      | هادرزفیلد تاون                   | ۱۹   |
| ۵ | نهکی ولز          | کویینز پارک رنجرز / بریستول سیتی | ۱۸   |
| ۶ | سعید بن رحمه      | برنتفورد                         | ۱۷   |
| ۷ | آدام آرمسترانگ    | بلکبرن روورز                     | ۱۶   |
| ۷ | پاتریک بمفورد     | لیدز یونایتد                     | ۱۶   |
| ۷ | جارود باوون       | هال سیتی                         | ۱۶   |
| ۱۰ | آندره ایو         | سوانزی سیتی                      | ۱۵   |
| ۱۰ | لوکاس جاتکویچ     | بیرمنگام سیتی                    | ۱۵   |
| ۱۰ | برایان ام‌بوئمو    | برنتفورد                         | ۱۵   |
| ^ الف: جارود بوون در ۳۱ ژانویه ۲۰۲۰ هال سیتی و رقابت‌های چمپیونشیپ را به مقصد باشگاه وستهم یونایتد در لیگ برتر ترک کرد. تمام ۱۶ گل او در دسته چمپیونشیپ قبل از این تاریخ به ثمر رسیده‌است. |                   |                                  |      |

| رتبه | بازیکن             | باشگاه                        | پاس گل |
| ---- | ------------------ | ----------------------------- | ------ |
| ۱    | ماتیوس پریرا       | وست برومویچ آلبیون            | ۱۶     |
| ۲    | جد والاس           | میلوال                        | ۱۳     |
| ۳    | نیکلاس الیاسن      | بریستول سیتی                  | ۱۲     |
| ۴    | جان سویفت          | ردینگ                         | ۱۰     |
| ۴    | لی تاملین          | کاردیف سیتی                   | ۱۰     |
| ۶    | جاکوب براون        | بارنزلی                       | ۹      |
| ۶    | پابلو هرناندز      | لیدز یونایتد                  | ۹      |
| ۸    | سامی آمئوبی        | ناتینگهام فارست               | ۸      |
| ۸    | بری بانان          | شفیلد ونزدی                   | ۸      |
| ۸    | سعید بن رحمه       | برنتفورد                      | ۸      |
| ۸    | استوارت داونینگ    | بلکبرن روورز                  | ۸      |
| ۸    | ابرچی ازه          | کویینز پارک رنجرز             | ۸      |
| ۸    | کانر گلگر          | سوانزی                        | ۸      |
| ۸    | کمیل گروشیتسکی     | هال سیتی / وست برومویچ آلبیون | ۸      |
| ۸    | جک هریسون          | لیدز یونایتد                  | ۸      |
| ۸    | جو لولی            | ناتینگهام فارست               | ۸      |
| ۸    | الکس مووات         | بارنزلی                       | ۸      |
| ۸    | برایت اوسای-ساموئل | کویینز پارک رنجرز             | ۸      |

### هت-تریک‌ها
| تاریخ      | بازیکن            | گل‌ها               | میزبان            | نتیجه | مهمان             | هفته    | منبع   |
| ---------- | ----------------- | ------------------ | ----------------- | ----- | ----------------- | ------- | ------ |
| ۲۹/۹/۲۰۱۹  | اولی واتکینز      | ۳۵'، ۴۶'، ۶۸'      | بارنزلی           | ۱ - ۳ | برنتفورد          | هفته ۹  | [ ۸۱ ] |
| ۲۳/۱۰/۲۰۱۹ | الکساندر میتروویچ | ۱۶'، ۵۳'، ۶۷'      | فولام             | ۳ - ۲ | لوتون تاون        | هفته ۱۳ | [ ۸۲ ] |
| ۲/۱۱/۲۰۱۹  | جو رالس           | ۳۰'، ۶۹'، ۹۰+۵'    | کاردیف سیتی       | ۴ - ۲ | بیرمنگام سیتی     | هفته ۱۵ | [ ۸۳ ] |
| ۳۰/۱۱/۲۰۱۹ | جاش داسیلوا       | ۴۰'، ۴۵+۳'، ۸۷'    | برنتفورد          | ۷ - ۰ | لوتون تاون        | هفته ۱۹ | [ ۸۴ ] |
| ۳۰/۱۱/۲۰۱۹ | جورج پوشکاش       | ۷۹'، ۸۰'، ۸۴'      | ویگان اتلتیک      | ۱ - ۳ | ردینگ             | هفته ۱۹ | [ ۸۵ ] |
| ۱۴/۱۲/۲۰۱۹ | کونور چاپلین      | ۷'، ۱۸'، ۵۲'       | بارنزلی           | ۵ - ۳ | کویینز پارک رنجرز | هفته ۲۲ | [ ۸۶ ] |
| ۱۴/۱۲/۲۰۱۹ | جردن رودز         | ۹'، ۱۳'، ۳۷'       | ناتینگهام فارست   | ۰ - ۴ | شفیلد ونزدی       | هفته ۲۲ | [ ۸۷ ] |
| ۱/۱/۲۰۲۰   | نهکی ولز          | ۹'، ۴۸'، ۶۴'       | کویینز پارک رنجرز | ۶ - ۱ | کاردیف سیتی       | هفته ۲۶ | [ ۸۸ ] |
| ۱/۲/۲۰۲۰   | سعید بن رحمه      | ۱۲'، ۶۳'، ۸۵'      | هال سیتی          | ۱ - ۵ | برنتفورد          | هفته ۳۰ | [ ۸۹ ] |
| ۶/۳/۲۰۲۰   | مت اسمیت          | ۲۰'، ۲۶'، ۳۳'      | ناتینگهام فارست   | ۰ - ۳ | میلوال            | هفته ۳۷ | [ ۹۰ ] |
| ۲۰/۶/۲۰۲۰  | لوییس سیبلی       | ۲۶'، ۷۱'، ۹۰'      | میلوال            | ۲ - ۳ | دربی کانتی        | هفته ۳۸ | [ ۹۱ ] |
| ۴/۷/۲۰۲۰   | سعید بن رحمه      | ۱۹'، ۵۷'، ۶۶'      | برنتفورد          | ۳ - ۰ | ویگان اتلتیک      | هفته ۴۱ | [ ۹۲ ] |
| ۴/۷/۲۰۲۰   | یاکو میته         | ۱۷'، ۱۸'، ۳۵'، ۶۲' | لوتون تاون        | ۰ - ۵ | ردینگ             | هفته ۴۱ | [ ۹۳ ] |
| ۱۴/۷/۲۰۲۰  | کیران دوول        | ۳۲'، ۴۲'، ۶۵'      | ویگان اتلتیک      | ۸ - ۰ | هال سیتی          | هفته ۴۴ | [ ۹۴ ] |

## جوایز

### جوایز ماهانه
| ماه     | مربی ماه       | مربی ماه           | بازیکن ماه        | بازیکن ماه        | منبع            |
| ماه     | مربی           | باشگاه             | بازیکن            | باشگاه            | منبع            |
| ------- | -------------- | ------------------ | ----------------- | ----------------- | --------------- |
| اوت     | استیو کوپر     | سوانزی سیتی        | دنیل جانسون       | پرستون نورث اند   | [ ۹۵ ]          |
| سپتامبر | صبری لاموشی    | ناتینگهام فارست    | چی دانکلی         | ویگان اتلتیک      | [ ۹۶ ]          |
| اکتبر   | دنی کولی       | هادرزفیلد تاون     | الکساندر میتروویچ | فولام             | [ ۹۷ ]          |
| نوامبر  | مارچلو بیلسا   | لیدز یونایتد       | جارود بوون        | هال سیتی          | [ ۹۸ ] [ ۹۹ ]   |
| دسامبر  | جاناتان وودگیت | میدلزبرو           | کونور چاپلین      | بارنزلی           | [ ۱۰۰ ]         |
| ژانویه  | صبری لاموشی    | ناتینگهام فارست    | نهکی ولز          | کویینز پارک رنجرز | [ ۱۰۱ ]         |
| فوریه   | اسلاون بیلیچ   | وست برومویچ آلبیون | اسکات هوگنان      | بیرمنگام سیتی     | [ ۱۰۲ ]         |
| ژوئن    | توماس فرانک    | برنتفورد           | جیسون پیرس        | چارلتون اتلتیک    | [ ۱۰۳ ]         |
| ژوئیه   | مارچلو بیلسا   | لیدز یونایتد       | سعید بن رحمه      | برنتفورد          | [ ۱۰۴ ] [ ۱۰۵ ] |

## نقل و انتقالات

### گرانترین نقل و انتقالات تابستانی[۱۰۶]
| رتبه | بازیکن         | باشگاه مقصد                      | باشگاه مبدا                | قیمت (€)   |
| ---- | -------------- | -------------------------------- | -------------------------- | ---------- |
| ۱    | ایساک امبنزا   | باشگاه فوتبال هادرزفیلد تاون     | باشگاه ورزشی مون‌پلیه       | ۱۲٫۵۰۰٫۰۰۰ |
| ۲    | توماش کالاس    | باشگاه فوتبال بریستول سیتی       | باشگاه فوتبال چلسی         | ۹٫۰۰۰٫۰۰۰  |
| ۳    | کنت زوهوره     | باشگاه فوتبال وست برومویچ آلبیون | باشگاه فوتبال کاردیف سیتی  | ۸٫۹۰۰٫۰۰۰  |
| ۴    | کریستین بیلیک  | باشگاه فوتبال دربی کانتی         | باشگاه فوتبال آرسنال       | ۸٫۲۰۰٫۰۰۰  |
| ۵    | جورج پوشکاش    | باشگاه فوتبال ردینگ              | باشگاه فوتبال پالرمو       | ۸٫۰۰۰٫۰۰۰  |
| ۶    | ایوان شونیچ    | باشگاه فوتبال بیرمنگام سیتی      | باشگاه فوتبال دینامو زاگرب | ۸٫۰۰۰٫۰۰۰  |
| ۷    | هان-نوا ماسنگو | باشگاه فوتبال بریستول سیتی       | باشگاه فوتبال موناکو       | ۸٫۰۰۰٫۰۰۰  |
| ۸    | برایان امبومو  | باشگاه فوتبال برنتفورد           | باشگاه فوتبال تروا         | ۶٫۵۰۰٫۰۰۰  |
| ۹    | پونتوس یانسون  | باشگاه فوتبال برنتفورد           | باشگاه فوتبال لیدز یونایتد | ۶٫۱۵۰٫۰۰۰  |
| ۱۰   | روبرت گلاتزل   | باشگاه فوتبال کاردیف سیتی        | باشگاه فوتبال هوفنهایم     | ۶٫۰۰۰٫۰۰۰  |

### گرانترین نقل و انتقالات زمستانی
| رتبه | بازیکن           | باشگاه مقصد                      | باشگاه مبدا                      | قیمت (€)   |
| ---- | ---------------- | -------------------------------- | -------------------------------- | ---------- |
| ۱    | ایوان کاوالیرو   | باشگاه فوتبال فولام              | باشگاه فوتبال ولورهمپتون واندررز | ۱۱٫۸۰۰٫۰۰۰ |
| ۲    | بابی رید         | باشگاه فوتبال فولام              | باشگاه فوتبال کاردیف سیتی        | ۸٫۹۰۰٫۰۰۰  |
| ۳    | مایکل هکتور      | باشگاه فوتبال فولام              | باشگاه فوتبال چلسی               | ۵٫۹۰۰٫۰۰۰  |
| ۴    | ناهکی ویلز       | باشگاه فوتبال بریستول سیتی       | باشگاه فوتبال بارنزلی            | ۴٫۷۵۰٫۰۰۰  |
| ۵    | خلیل درویشوغلو   | باشگاه فوتبال برنتفورد           | باشگاه فوتبال اسپارتا روتردام    | ۳٫۰۰۰٫۰۰۰  |
| ۶    | نونو دا کوستا    | باشگاه فوتبال ناتینگهام فارست    | باشگاه فوتبال استراسبورگ         | ۲٫۰۰۰٫۰۰۰  |
| ۷    | دیان استویانوویچ | باشگاه فوتبال میدلزبورو          | باشگاه فوتبال سنت گالن           | ۱٫۱۰۰٫۰۰۰  |
| ۸    | کمیل گروشیتسکی   | باشگاه فوتبال وست برومویچ آلبیون | باشگاه فوتبال هال سیتی           | ۹۵۰٫۰۰۰    |
| ۹    | مایکل سولباور    | باشگاه فوتبال بارنزلی            | باشگاه فوتبال ولفسبرگر           | ۵۰۰٫۰۰۰    |